# 盛岡市
盛岡市（もりおかし）は、岩手県北部に位置する市。岩手県の県庁所在地及び最大の都市で、中核市、保健所政令市に指定されている。1889年（明治22年）市制施行。

## 概要

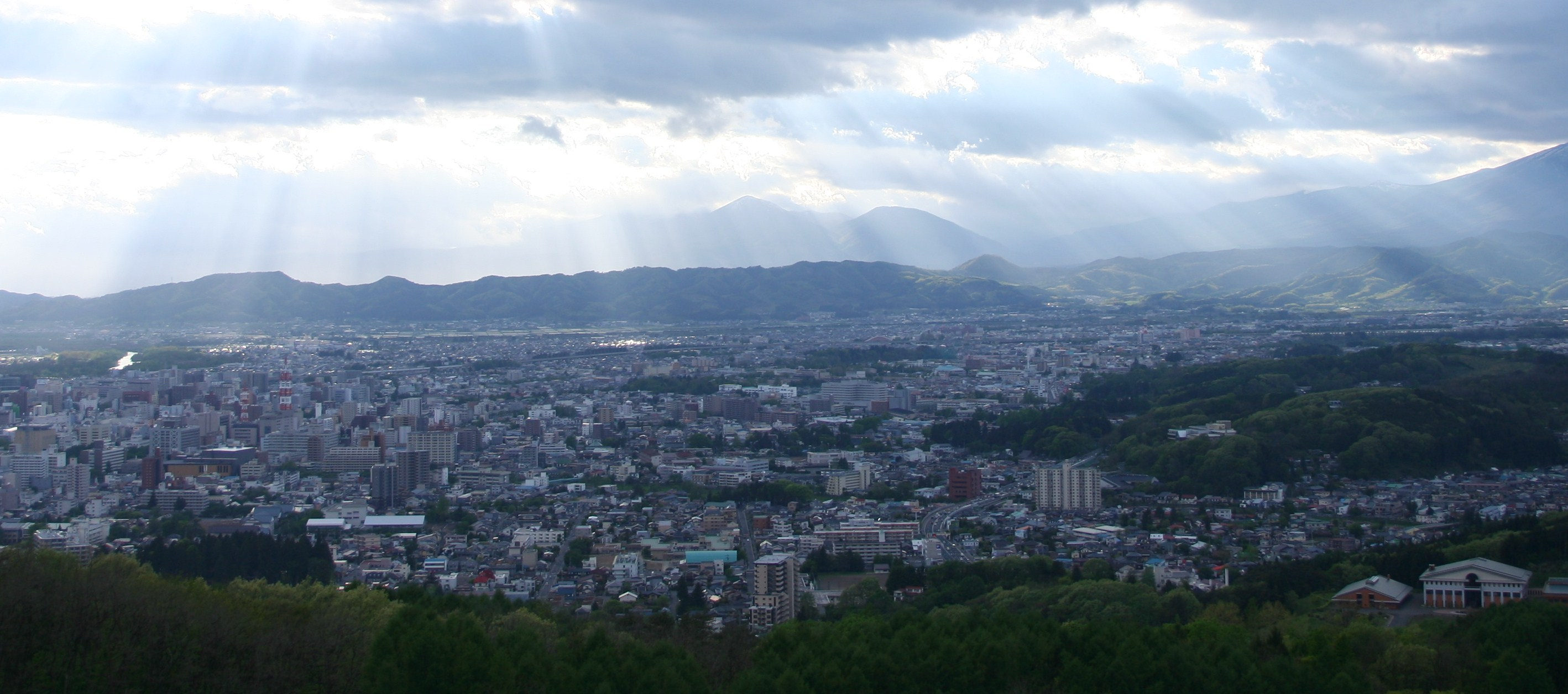
盛岡市の岩山から市街地を展望

平安時代、桓武天皇の命により志波城が置かれ律令制下となる。安土桃山時代に勢力を広げた南部氏が盛岡城を築いて以後、城下町として発達。明治以後は岩手県の県庁所在地となった。
岩手県内最大の都市でもあり、岩手県の政治、経済、交通の中心都市、人口は約28万人であり、岩手県の経済・文化をリードするポジションにある。

## 地理

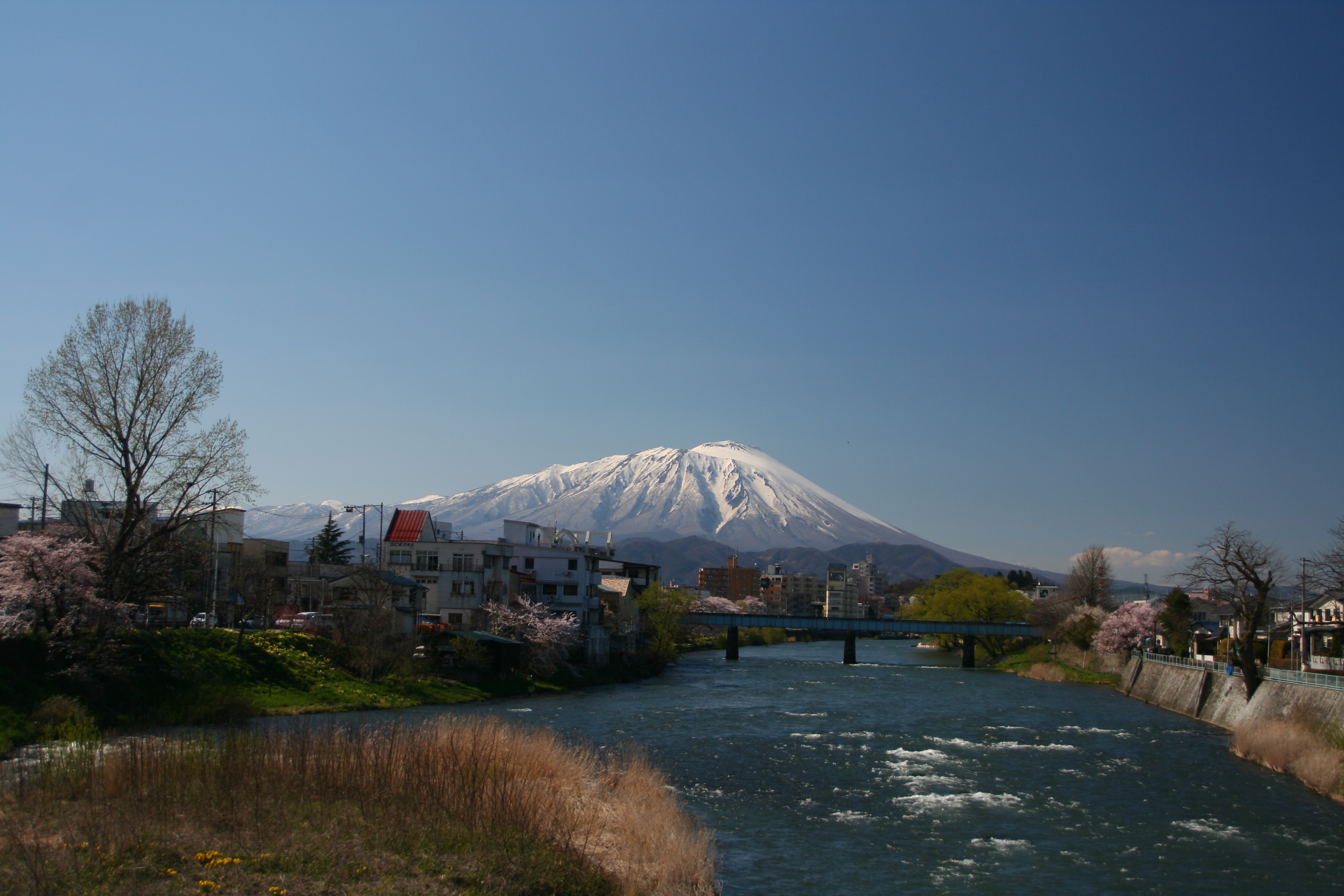
盛岡市内から望む岩手山

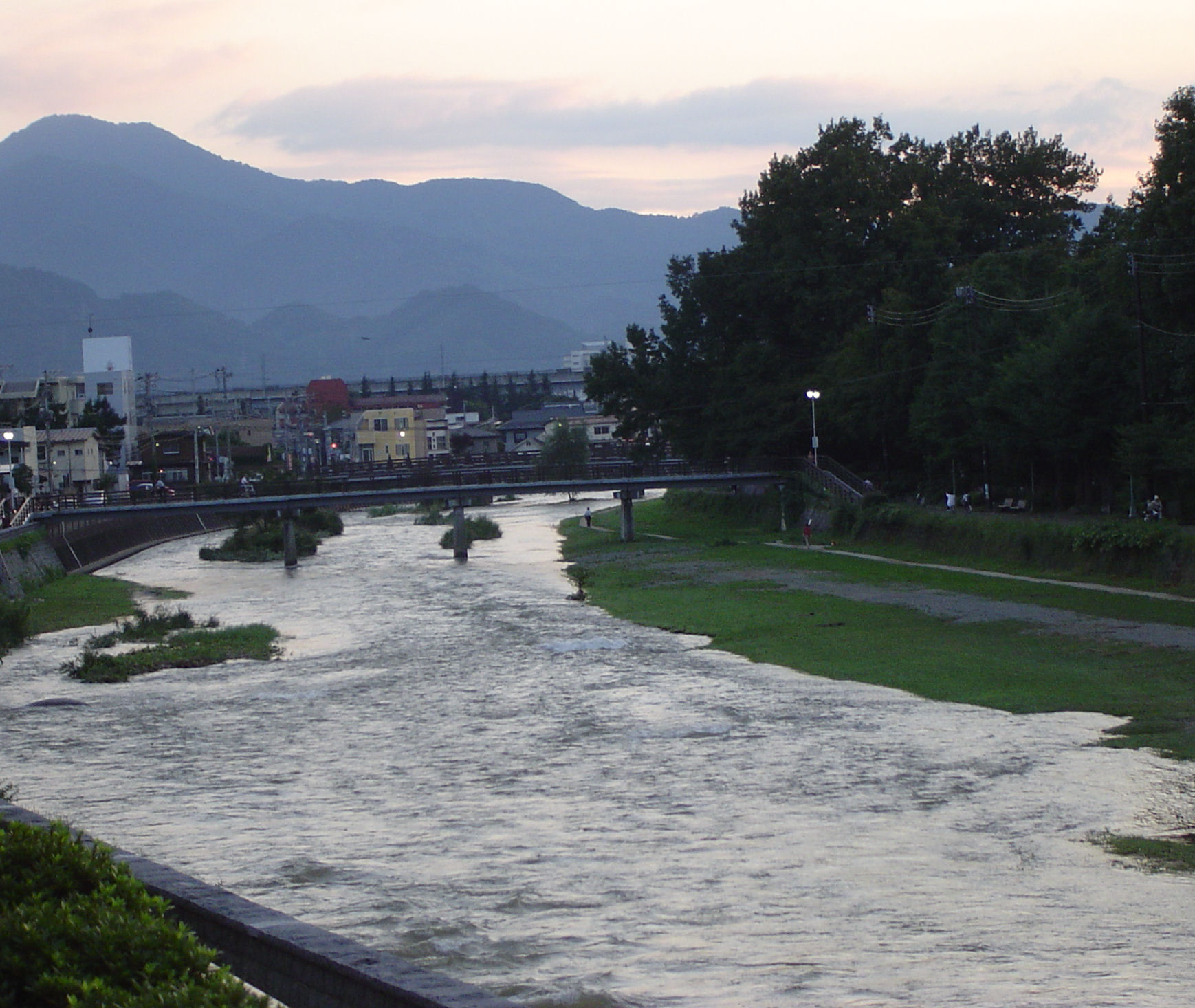
市内を流れる中津川

岩手県の内陸部、北上盆地のほぼ中央部に位置し、東京都中心部からの距離はおよそ500km、青森市からはおよそ150kmの位置にある。市内中心部で主流北上川に雫石川、中津川が合流する。中心市街地からは奥羽山脈に属する岩手山（北西）、駒ケ岳（西）北上高地に属する早池峰山（東）のほか、独立峰の姫神山（北）、南昌山・東根山（南）などを望み、これらは市域の内外にありながら総じて街のランドマークとなっている。市域面積は東京23区の約1.4倍に相当し、豊かな自然環境に恵まれ美しい景観を形成している。
- 山 : 姫神山 - 岩山 - 愛宕山 - 鑪山 - 蝶ヶ森 - 飯岡山 - 黒石山 - 神庭山 - 寒風山 - 天峰山など
- 河川
  - 一級河川 : 北上川 - 雫石川 - 中津川 - 簗川 - 米内川 - 木賊川 - 諸葛川 - 南川
- 湖沼 : 四十四田ダム - 御所ダム - 綱取ダム - 高松の池 - 岩洞ダムほか
- 主な都市の降雪量・積雪量（平年値）

### 広袤（こうぼう）
国土地理院の全国都道府県市区町村別面積調によると、盛岡市の面積は886.47平方キロメートルである。
国土地理院によると盛岡市の東西南北それぞれの端は以下の位置。東端は早坂峠の南南東約4.2キロメートル (km) 、西端は御所湖畔、南端は毛無森、北端は送仙山である。
。
|                                                                           | 北端 北緯39度55分49秒 東経141度9分52.9秒 / 北緯39.93028度 東経141.164694度 ↑ | 人口重心 北緯39度42分35.03秒 東経141度08分45.27秒 / 北緯39.7097306度 東経141.1459083度 |
| 西端 北緯39度39分56秒 東経140度59分43秒 / 北緯39.66556度 東経140.99528度← | 市役所 北緯39度42分7秒 東経141度9分15秒 / 北緯39.70194度 東経141.15417度     | 東端 →北緯39度48分45秒 東経141度31分39秒 / 北緯39.81250度 東経141.52750度              |
|                                                                           | ↓ 南端 北緯39度33分50秒 東経141度25分11秒 / 北緯39.56389度 東経141.41972度   |                                                                                        |

### 人口
市勢
- 人口 : 284,128人（令和5年5月1日現在・基本台帳人口）
- 外国人登録人口 : 1,533人
- 世帯 : 133,912世帯

| |                                        |  |
| 盛岡市と全国の年齢別人口分布（2005年） | 盛岡市の年齢・男女別人口分布（2005年） |  |
| ■紫色 ― 盛岡市 ■緑色 ― 日本全国 | ■青色 ― 男性 ■赤色 ― 女性              |  |
| 盛岡市（に相当する地域）の人口の推移 \| 1970年（昭和45年） \| 226,868人 \| \| \| 1975年（昭和50年） \| 251,280人 \| \| \| 1980年（昭和55年） \| 272,814人 \| \| \| 1985年（昭和60年） \| 287,312人 \| \| \| 1990年（平成2年） \| 292,632人 \| \| \| 1995年（平成7年） \| 300,723人 \| \| \| 2000年（平成12年） \| 302,857人 \| \| \| 2005年（平成17年） \| 300,746人 \| \| \| 2010年（平成22年） \| 298,348人 \| \| \| 2015年（平成27年） \| 297,631人 \| \| \| 2020年（令和2年） \| 289,731人 \| \| |                                        |  |
| 総務省統計局 国勢調査より |                                        |  |
| 1970年（昭和45年） | 226,868人                              |  |
| 1975年（昭和50年） | 251,280人                              |  |
| 1980年（昭和55年） | 272,814人                              |  |
| 1985年（昭和60年） | 287,312人                              |  |
| 1990年（平成2年） | 292,632人                              |  |
| 1995年（平成7年） | 300,723人                              |  |
| 2000年（平成12年） | 302,857人                              |  |
| 2005年（平成17年） | 300,746人                              |  |
| 2010年（平成22年） | 298,348人                              |  |
| 2015年（平成27年） | 297,631人                              |  |
| 2020年（令和2年） | 289,731人                              |  |

平成27年国勢調査より前回調査からの人口増減をみると、0.24％減の297,631人であり、増減率は県下33市町村中4位。

### 隣接地
- 花巻市
- 八幡平市
- 宮古市
- 滝沢市
- 岩手郡
  - 雫石町
  - 岩手町
  - 葛巻町
- 紫波郡
  - 紫波町
  - 矢巾町
- 下閉伊郡
  - 岩泉町

## 気候
気象庁により、気象観測が行われている観測所は、以下の3か所である。
- 盛岡地方気象台：盛岡市山王町
- 薮川：盛岡市薮川字外山
- 好摩：盛岡市好摩字芋田向

### 盛岡市中心部（盛岡地方気象台）の気候
寒暖の差が大きく気温の年較差、日較差が大きい顕著な大陸性気候である。降雪量が多く、豪雪地帯に指定されている。
都道府県庁所在地としては、最寒月の日平均気温が札幌市に次いで低く、平年値では真冬日が12.4日、冬日が121.6日となっている。
冬季の盛岡市中心部は、ヒートアイランド現象により、-10℃以下まで冷え込む日数が少なくなった。しかし、郊外では-15℃を下回る気温が観測されることが珍しくなく、盛岡市北部の好摩では1月の日平均気温が-2.6℃、平均最低気温は-7.4℃、盛岡市北東部の薮川では1月の日平均気温が-6.6℃、平均最低気温は-13.2℃、薮川では近年でも-25℃を下回る気温が観測され、2012年1月30日に-25.8℃、2018年2月22日に-25.4℃を観測しているなど、盛岡市中心部と郊外で気温差が大きくなっている。
夏季は、真夏日となる日もみられるものの、やませの影響を強く受ける年があるほか、フェーン現象が発生することもあるため、年によって夏日が38〜100日、真夏日も1〜50日と変動する。猛暑日になることもあるが、熱帯夜となることは稀である。

### 盛岡市北東部（薮川）の気候
ケッペンの気候区分によると、盛岡市北東部の薮川は湿潤大陸性気候・亜寒帯湿潤気候（Dfb）に属する。12月から3月にかけて日平均気温が氷点下となり、寒さが厳しい。降雪量が多く、豪雪地帯に指定されている。
盛岡市北東部の薮川は、盛岡市中心部よりも気温が低く、平年値では真夏日が1.1日、夏日が31.2日、真冬日が68.3日、冬日が183.3日となっている。
1月の平均最低気温は-13.2℃と、本州の観測所（富士山を除く）では最も低い平均最低気温となっている。
冬季は、近年でも-25℃を下回る気温が観測され、2012年1月30日に-25.8℃、2018年2月22日に-25.4℃を観測している。
| 盛岡市山王町（盛岡地方気象台、標高155m）の気候               | 盛岡市山王町（盛岡地方気象台、標高155m）の気候 | 盛岡市山王町（盛岡地方気象台、標高155m）の気候 | 盛岡市山王町（盛岡地方気象台、標高155m）の気候 | 盛岡市山王町（盛岡地方気象台、標高155m）の気候 | 盛岡市山王町（盛岡地方気象台、標高155m）の気候 | 盛岡市山王町（盛岡地方気象台、標高155m）の気候 | 盛岡市山王町（盛岡地方気象台、標高155m）の気候 | 盛岡市山王町（盛岡地方気象台、標高155m）の気候 | 盛岡市山王町（盛岡地方気象台、標高155m）の気候 | 盛岡市山王町（盛岡地方気象台、標高155m）の気候 | 盛岡市山王町（盛岡地方気象台、標高155m）の気候 | 盛岡市山王町（盛岡地方気象台、標高155m）の気候 | 盛岡市山王町（盛岡地方気象台、標高155m）の気候 |
| 月                                                           | 1月                                            | 2月                                            | 3月                                            | 4月                                            | 5月                                            | 6月                                            | 7月                                            | 8月                                            | 9月                                            | 10月                                           | 11月                                           | 12月                                           | 年                                             |
| ------------------------------------------------------------ | ---------------------------------------------- | ---------------------------------------------- | ---------------------------------------------- | ---------------------------------------------- | ---------------------------------------------- | ---------------------------------------------- | ---------------------------------------------- | ---------------------------------------------- | ---------------------------------------------- | ---------------------------------------------- | ---------------------------------------------- | ---------------------------------------------- | ---------------------------------------------- |
| 最高気温記録 °C （°F）                                       | 13.2 (55.8)                                    | 17.1 (62.8)                                    | 21.5 (70.7)                                    | 29.0 (84.2)                                    | 33.6 (92.5)                                    | 33.7 (92.7)                                    | 37.2 (99)                                      | 37.2 (99)                                      | 34.7 (94.5)                                    | 29.2 (84.6)                                    | 22.6 (72.7)                                    | 17.9 (64.2)                                    | 37.2 (99)                                      |
| 平均最高気温 °C （°F）                                       | 2.0 (35.6)                                     | 3.2 (37.8)                                     | 7.5 (45.5)                                     | 14.4 (57.9)                                    | 20.3 (68.5)                                    | 24.1 (75.4)                                    | 27.1 (80.8)                                    | 28.4 (83.1)                                    | 24.3 (75.7)                                    | 17.9 (64.2)                                    | 10.9 (51.6)                                    | 4.5 (40.1)                                     | 15.4 (59.7)                                    |
| 日平均気温 °C （°F）                                         | −1.6 (29.1)                                    | −0.9 (30.4)                                    | 2.6 (36.7)                                     | 8.7 (47.7)                                     | 14.5 (58.1)                                    | 18.8 (65.8)                                    | 22.4 (72.3)                                    | 23.5 (74.3)                                    | 19.3 (66.7)                                    | 12.6 (54.7)                                    | 6.2 (43.2)                                     | 0.8 (33.4)                                     | 10.6 (51.1)                                    |
| 平均最低気温 °C （°F）                                       | −5.2 (22.6)                                    | −4.8 (23.4)                                    | −1.8 (28.8)                                    | 3.2 (37.8)                                     | 9.1 (48.4)                                     | 14.2 (57.6)                                    | 18.8 (65.8)                                    | 19.8 (67.6)                                    | 15.2 (59.4)                                    | 7.9 (46.2)                                     | 1.8 (35.2)                                     | −2.5 (27.5)                                    | 6.3 (43.3)                                     |
| 最低気温記録 °C （°F）                                       | −20.6 (−5.1)                                   | −17.7 (0.1)                                    | −17.1 (1.2)                                    | −7.8 (18)                                      | −2.0 (28.4)                                    | 1.3 (34.3)                                     | 4.3 (39.7)                                     | 7.4 (45.3)                                     | 2.5 (36.5)                                     | −3.4 (25.9)                                    | −8.6 (16.5)                                    | −17.7 (0.1)                                    | −20.6 (−5.1)                                   |
| 降水量 mm （inch）                                           | 49.4 (1.945)                                   | 48.0 (1.89)                                    | 82.1 (3.232)                                   | 85.4 (3.362)                                   | 106.5 (4.193)                                  | 109.4 (4.307)                                  | 197.5 (7.776)                                  | 185.4 (7.299)                                  | 151.7 (5.972)                                  | 108.7 (4.28)                                   | 85.6 (3.37)                                    | 70.2 (2.764)                                   | 1,279.9 (50.39)                                |
| 降雪量 cm （inch）                                           | 63 (24.8)                                      | 55 (21.7)                                      | 39 (15.4)                                      | 3 (1.2)                                        | 0 (0)                                          | 0 (0)                                          | 0 (0)                                          | 0 (0)                                          | 0 (0)                                          | 0 (0)                                          | 6 (2.4)                                        | 44 (17.3)                                      | 209 (82.3)                                     |
| 平均降水日数 （≥0.5 mm）                                     | 11.9                                           | 10.5                                           | 13.2                                           | 12.2                                           | 12.3                                           | 10.5                                           | 14.6                                           | 12.5                                           | 12.5                                           | 12.4                                           | 13.8                                           | 12.6                                           | 149.0                                          |
| 平均降雪日数                                                 | 27.3                                           | 23.3                                           | 20.1                                           | 6.9                                            | 0.1                                            | 0.0                                            | 0.0                                            | 0.0                                            | 0.0                                            | 0.2                                            | 8.7                                            | 24.4                                           | 111.0                                          |
| % 湿度                                                       | 73                                             | 71                                             | 67                                             | 65                                             | 68                                             | 74                                             | 80                                             | 79                                             | 80                                             | 78                                             | 76                                             | 75                                             | 74                                             |
| 平均月間日照時間                                             | 115.6                                          | 124.8                                          | 157.8                                          | 171.4                                          | 188.0                                          | 161.3                                          | 130.5                                          | 145.3                                          | 128.8                                          | 141.3                                          | 117.7                                          | 103.7                                          | 1,686.3                                        |
| 出典：気象庁（平均値：1991年 - 2020年、極値：1923年 - 現在） |                                                |                                                |                                                |                                                |                                                |                                                |                                                |                                                |                                                |                                                |                                                |                                                |                                                |

| 盛岡（盛岡地方気象台・1961 - 1990年平均）の気候 | 盛岡（盛岡地方気象台・1961 - 1990年平均）の気候 | 盛岡（盛岡地方気象台・1961 - 1990年平均）の気候 | 盛岡（盛岡地方気象台・1961 - 1990年平均）の気候 | 盛岡（盛岡地方気象台・1961 - 1990年平均）の気候 | 盛岡（盛岡地方気象台・1961 - 1990年平均）の気候 | 盛岡（盛岡地方気象台・1961 - 1990年平均）の気候 | 盛岡（盛岡地方気象台・1961 - 1990年平均）の気候 | 盛岡（盛岡地方気象台・1961 - 1990年平均）の気候 | 盛岡（盛岡地方気象台・1961 - 1990年平均）の気候 | 盛岡（盛岡地方気象台・1961 - 1990年平均）の気候 | 盛岡（盛岡地方気象台・1961 - 1990年平均）の気候 | 盛岡（盛岡地方気象台・1961 - 1990年平均）の気候 | 盛岡（盛岡地方気象台・1961 - 1990年平均）の気候 |
| 月                                              | 1月                                             | 2月                                             | 3月                                             | 4月                                             | 5月                                             | 6月                                             | 7月                                             | 8月                                             | 9月                                             | 10月                                            | 11月                                            | 12月                                            | 年                                              |
| ----------------------------------------------- | ----------------------------------------------- | ----------------------------------------------- | ----------------------------------------------- | ----------------------------------------------- | ----------------------------------------------- | ----------------------------------------------- | ----------------------------------------------- | ----------------------------------------------- | ----------------------------------------------- | ----------------------------------------------- | ----------------------------------------------- | ----------------------------------------------- | ----------------------------------------------- |
| 平均最高気温 °C （°F）                          | 1.4 (34.5)                                      | 2.3 (36.1)                                      | 6.4 (43.5)                                      | 14.2 (57.6)                                     | 20.1 (68.2)                                     | 23.2 (73.8)                                     | 26.4 (79.5)                                     | 28.1 (82.6)                                     | 23.1 (73.6)                                     | 17.2 (63)                                       | 10.6 (51.1)                                     | 4.4 (39.9)                                      | 14.8 (58.6)                                     |
| 日平均気温 °C （°F）                            | −2.5 (27.5)                                     | −1.9 (28.6)                                     | 1.5 (34.7)                                      | 8.4 (47.1)                                      | 13.9 (57)                                       | 18.0 (64.4)                                     | 21.7 (71.1)                                     | 23.2 (73.8)                                     | 18.1 (64.6)                                     | 11.4 (52.5)                                     | 5.6 (42.1)                                      | 0.5 (32.9)                                      | 9.8 (49.6)                                      |
| 平均最低気温 °C （°F）                          | −6.5 (20.3)                                     | −6.1 (21)                                       | −2.8 (27)                                       | 2.8 (37)                                        | 7.9 (46.2)                                      | 13.4 (56.1)                                     | 17.8 (64)                                       | 19.2 (66.6)                                     | 13.8 (56.8)                                     | 6.3 (43.3)                                      | 1.1 (34)                                        | −3.1 (26.4)                                     | 5.3 (41.5)                                      |
| 出典：理科年表                                  |                                                 |                                                 |                                                 |                                                 |                                                 |                                                 |                                                 |                                                 |                                                 |                                                 |                                                 |                                                 |                                                 |

| 好摩（1991 - 2020）の気候 | 好摩（1991 - 2020）の気候 | 好摩（1991 - 2020）の気候 | 好摩（1991 - 2020）の気候 | 好摩（1991 - 2020）の気候 | 好摩（1991 - 2020）の気候 | 好摩（1991 - 2020）の気候 | 好摩（1991 - 2020）の気候 | 好摩（1991 - 2020）の気候 | 好摩（1991 - 2020）の気候 | 好摩（1991 - 2020）の気候 | 好摩（1991 - 2020）の気候 | 好摩（1991 - 2020）の気候 | 好摩（1991 - 2020）の気候 |
| 月                        | 1月                       | 2月                       | 3月                       | 4月                       | 5月                       | 6月                       | 7月                       | 8月                       | 9月                       | 10月                      | 11月                      | 12月                      | 年                        |
| ------------------------- | ------------------------- | ------------------------- | ------------------------- | ------------------------- | ------------------------- | ------------------------- | ------------------------- | ------------------------- | ------------------------- | ------------------------- | ------------------------- | ------------------------- | ------------------------- |
| 最高気温記録 °C （°F）    | 12.9 (55.2)               | 15.8 (60.4)               | 21.3 (70.3)               | 29.6 (85.3)               | 33.1 (91.6)               | 32.8 (91)                 | 36.0 (96.8)               | 35.6 (96.1)               | 34.0 (93.2)               | 28.5 (83.3)               | 22.8 (73)                 | 15.7 (60.3)               | 36.0 (96.8)               |
| 平均最高気温 °C （°F）    | 1.5 (34.7)                | 2.5 (36.5)                | 6.8 (44.2)                | 14.1 (57.4)               | 20.0 (68)                 | 23.6 (74.5)               | 26.6 (79.9)               | 27.7 (81.9)               | 23.7 (74.7)               | 17.6 (63.7)               | 10.6 (51.1)               | 4.0 (39.2)                | 14.9 (58.8)               |
| 日平均気温 °C （°F）      | −2.6 (27.3)               | −2.0 (28.4)               | 1.9 (35.4)                | 8.1 (46.6)                | 14.2 (57.6)               | 18.4 (65.1)               | 22.0 (71.6)               | 22.9 (73.2)               | 18.5 (65.3)               | 11.8 (53.2)               | 5.5 (41.9)                | 0.0 (32)                  | 9.9 (49.8)                |
| 平均最低気温 °C （°F）    | −7.4 (18.7)               | −7.1 (19.2)               | −3.0 (26.6)               | 2.0 (35.6)                | 8.4 (47.1)                | 13.6 (56.5)               | 18.2 (64.8)               | 19.0 (66.2)               | 14.1 (57.4)               | 6.3 (43.3)                | 0.5 (32.9)                | −4.0 (24.8)               | 5.0 (41)                  |
| 最低気温記録 °C （°F）    | −21.6 (−6.9)              | −21.3 (−6.3)              | −16.3 (2.7)               | −9.6 (14.7)               | −2.3 (27.9)               | 1.8 (35.2)                | 7.9 (46.2)                | 7.7 (45.9)                | 1.5 (34.7)                | −4.2 (24.4)               | −9.5 (14.9)               | −18.6 (−1.5)              | −21.6 (−6.9)              |
| 降水量 mm （inch）        | 36.3 (1.429)              | 38.9 (1.531)              | 70.3 (2.768)              | 77.6 (3.055)              | 92.7 (3.65)               | 103.5 (4.075)             | 180.3 (7.098)             | 167.5 (6.594)             | 152.8 (6.016)             | 107.5 (4.232)             | 85.4 (3.362)              | 65.7 (2.587)              | 1,178.5 (46.398)          |
| 平均月間日照時間          | 91.3                      | 106.0                     | 144.1                     | 166.5                     | 189.9                     | 164.8                     | 137.8                     | 158.6                     | 135.4                     | 132.3                     | 110.5                     | 89.0                      | 1,626.2                   |
| 出典：気象庁              |                           |                           |                           |                           |                           |                           |                           |                           |                           |                           |                           |                           |                           |

| 藪川（1991 - 2020）の気候 | 藪川（1991 - 2020）の気候 | 藪川（1991 - 2020）の気候 | 藪川（1991 - 2020）の気候 | 藪川（1991 - 2020）の気候 | 藪川（1991 - 2020）の気候 | 藪川（1991 - 2020）の気候 | 藪川（1991 - 2020）の気候 | 藪川（1991 - 2020）の気候 | 藪川（1991 - 2020）の気候 | 藪川（1991 - 2020）の気候 | 藪川（1991 - 2020）の気候 | 藪川（1991 - 2020）の気候 | 藪川（1991 - 2020）の気候 |
| 月                        | 1月                       | 2月                       | 3月                       | 4月                       | 5月                       | 6月                       | 7月                       | 8月                       | 9月                       | 10月                      | 11月                      | 12月                      | 年                        |
| ------------------------- | ------------------------- | ------------------------- | ------------------------- | ------------------------- | ------------------------- | ------------------------- | ------------------------- | ------------------------- | ------------------------- | ------------------------- | ------------------------- | ------------------------- | ------------------------- |
| 最高気温記録 °C （°F）    | 7.7 (45.9)                | 12.6 (54.7)               | 16.4 (61.5)               | 24.8 (76.6)               | 30.3 (86.5)               | 28.9 (84)                 | 30.9 (87.6)               | 31.8 (89.2)               | 29.4 (84.9)               | 25.7 (78.3)               | 20.5 (68.9)               | 13.5 (56.3)               | 31.8 (89.2)               |
| 平均最高気温 °C （°F）    | −2.2 (28)                 | −1.3 (29.7)               | 2.5 (36.5)                | 10.0 (50)                 | 16.7 (62.1)               | 20.3 (68.5)               | 23.3 (73.9)               | 24.4 (75.9)               | 20.3 (68.5)               | 14.2 (57.6)               | 7.3 (45.1)                | 0.6 (33.1)                | 11.3 (52.3)               |
| 日平均気温 °C （°F）      | −6.6 (20.1)               | −5.9 (21.4)               | −2.1 (28.2)               | 4.2 (39.6)                | 10.4 (50.7)               | 14.8 (58.6)               | 18.9 (66)                 | 19.7 (67.5)               | 15.3 (59.5)               | 8.5 (47.3)                | 2.3 (36.1)                | −3.4 (25.9)               | 6.4 (43.5)                |
| 平均最低気温 °C （°F）    | −13.2 (8.2)               | −13.0 (8.6)               | −8.3 (17.1)               | −2.1 (28.2)               | 3.5 (38.3)                | 9.1 (48.4)                | 14.7 (58.5)               | 15.3 (59.5)               | 10.3 (50.5)               | 2.5 (36.5)                | −3.3 (26.1)               | −8.7 (16.3)               | 0.6 (33.1)                |
| 最低気温記録 °C （°F）    | −26.6 (−15.9)             | −27.6 (−17.7)             | −24.8 (−12.6)             | −15.5 (4.1)               | −7.5 (18.5)               | −2.4 (27.7)               | 3.1 (37.6)                | 3.1 (37.6)                | −1.6 (29.1)               | −8.1 (17.4)               | −14.8 (5.4)               | −24.3 (−11.7)             | −27.6 (−17.7)             |
| 降水量 mm （inch）        | 54.5 (2.146)              | 50.5 (1.988)              | 83.1 (3.272)              | 95.2 (3.748)              | 116.0 (4.567)             | 115.0 (4.528)             | 210.7 (8.295)             | 203.3 (8.004)             | 160.3 (6.311)             | 127.2 (5.008)             | 108.0 (4.252)             | 84.8 (3.339)              | 1,405.1 (55.319)          |
| 平均月間日照時間          | 61.0                      | 69.7                      | 107.3                     | 151.0                     | 177.7                     | 150.4                     | 126.8                     | 142.7                     | 122.2                     | 124.2                     | 94.9                      | 64.6                      | 1,392.4                   |
| 出典：気象庁              |                           |                           |                           |                           |                           |                           |                           |                           |                           |                           |                           |                           |                           |

## 名称とシンボル
- 「幾春も華の恵みの露やこれ 宝の珠の盛る岡山」

「盛岡」の名は、1691年に、当時の藩主南部重信と、盛岡城鬼門鎮護の寺院として置かれた真言宗豊山派永福寺第42世・清珊法印との間で交わされた連歌に由来する瑞祥地名である。「盛り上がり栄える岡」の意味を持つとされ、のちに藩名も「南部」から「盛岡」へと改められた。版籍奉還直後は一時「盛岡県」が存在したが、盛岡城の存在した旧郡の名にちなみ岩手県へ改められたと言われている（諸説あり）。現代では一般的呼称ではないが、中世には「盛府」とも記された。
盛岡市中心部は、かつての「巖手郡仁王郷不来方」に相当し、不来方（こずかた）または「古志方（こじかた）」と呼ばれていたと考えられている。盛岡はこれに代わる「美名」として名付けられたが、今日ではむしろ「不来方」が雅称として用いられる傾向にある。また、「杜陵」「杜稜」と書いて「もりおか」あるいは「とりょう」と読み、雅号とすることもある。盛岡市出身の石川啄木は、その作品の中で「美しい追憶の都」、盛岡市ゆかりの宮沢賢治はエスペラント語風に「モリーオ市」と記した。「みちのくの小京都」とも称される。また、冷麺、じゃじゃ麺、わんこそばと全国的に知られる特徴的な麵料理が発達したことから、盛岡市自身が「めん都」と自称する。
「盛岡」を連想させるものとして、市内のあらゆる地域から望まれる岩手山が多くの学校の校歌に謳われるほか、市の中心部で合流する中津川・北上川・雫石川の三大河川、国の史跡に指定されている盛岡城石垣、国の天然記念物に指定されている石割桜、国の重要美術品の上ノ橋擬宝珠、旧盛岡藩主南部氏の家紋「向鶴（双鶴）」「武田菱」が、盛岡を表す端的なモチーフとして用いられることが多い。

## 歴史
平安時代の延暦年間、征夷大将軍・坂上田村麻呂により志波城が築かれた。続いて豪族安倍氏により「厨川柵・嫗戸柵」が置かれて事実上の自治を果たすが、安倍氏が源氏からの侵攻を受けると、代わって出羽国から清原氏が進出した（前九年の役）。清原氏が内紛で滅亡すると（後三年の役）、現在の盛岡市（当時の岩手郡・斯波郡）は平泉を拠点とする藤原清衡ら（奥州藤原氏）の勢力圏となる。平泉が源頼朝に攻略され再び源氏が統治すると（鎌倉幕府の成立）、「厨川城」を拠点に御家人「奥州工藤氏」が治め、のちに岩手郡は北条氏・斯波郡は足利氏の影響下に置かれる。南北朝時代には両統が割拠する中、甲斐源氏を祖とする南部氏が三戸からの南進を果たす。工藤氏らを配下として岩手郡を領有、南部氏家臣福士氏が「不来方城（慶善館・淡路館）」を置く。南部氏は斯波氏を滅ぼし「斯波郡（紫波郡）」を領有すると不来方城を礎に盛岡城を築き、城下町を整備。これが盛岡の現代に至る始まりである。盛岡藩（旧南部藩）は盛岡県を経て岩手県となり、盛岡市はその県庁所在地となる。紫波・岩手両郡の中核となり、古代以来の統治拠点「志波城」「厨川城」「盛岡城」を包含する地域として、現在の盛岡市が形成される。
2023年、ニューヨーク・タイムズの『2023年に行くべき52カ所』に選ばれた。

### 旧石器時代 - 縄文時代
「小石川遺跡」における旧石器時代の遺構からは、既に13000年前から当地域に人の営みがあったことが認められる。
岩手県指定史跡「大館町遺跡」からは、約500に及ぶ縄文時代の竪穴建物跡と、多量の土器が発見され、近隣の「大新町遺跡」における爪形文土器他の出土品と共に、東北地方における土器の変遷が垣間見られる。また、「翡翠」など地場では採掘されない鉱石の出土例があり、古くから広い地域での交易が実現されていたと推測される。冷温帯落葉樹林に覆われたこの地域は現代より温暖で、もっぱら山野の収穫と狩猟・漁労を生活の基礎とする豊かな自然環境に恵まれた。そのため縄文文化の影響を色濃く残し、弥生文化を基軸とする西日本からは独立した文化的背景を持つ。盛岡市では、縄文土器が発掘されている一方、弥生土器の発掘例はほとんどない。また古墳文化と続縄文文化の境界上にあって、両文化の交わる点にあった。

### 弥生時代 - 奈良時代
南の「大木式土器圏」と北の「円筒式土器圏」の緩衝地域にもあたり、以後も当地は長らく南北文化の境界であった。独自の信仰・呪術形態を物語る手代森遺跡出土物遮光器式土偶のほか、アイヌ語の影響と見られる地名が今なお残されているのが特徴である。気候と植生の違いにより、元来熱帯起源の稲作には不適地であったが、ヤマト王権の拡大政策による稲作の推進に伴い、米を基幹作物とする中央集権型の経済体制下に組み込まれてゆく。このことは、耐寒性品種の開発をみる近代まで、結果として当地に経済的立ち遅れを招く要因ともなった。ヤマト王権の東北地方における勢力拠点となった仙台平野に比して、北上盆地にはその影響が弱く、盛岡周辺では地元小豪族が半ば独立した自治を行っていたと見られる。市内では開墾などによって「古墳」が失われているが、石室・土師器・須恵器や鉄製馬具が出土しており、有力な支配者層は、陵墓をもってその権威を示したと見られる。「高櫓A遺跡」から「土製紡錘車」が発見されるなど、当時の人々の暮らしを物語る奈良時代の遺構も発掘されているが、未だ解明されていないところが多い。

### 平安時代
平安時代の盛岡は、当時の律令支配から独立した土豪勢力がおり、蝦夷と呼ばれ、ヤマト政権から異民族蔑視されていた。「上田蝦夷森古墳群」などがその遺跡で、出土品である「衝角付冑」や、全国でも岩手県での出土が最も多い「蕨手刀」からは、古くから一帯に高い製鉄文化を持った人々が暮らしていたことが推測され、また錫製品・琥珀の出土により、当時から交易ルートが存在したと見られている。また「太田蝦夷森古墳群」からは「勾玉」「ガラス玉」ほか、ヤマト政権との関わりを示す「和同開珎」などが出土しており、志波城造営との関わりを示唆している。
平安京造営と並ぶ桓武天皇の陸奥進攻政策により、延暦21年（802年）、アテルイが都へ連行されると、翌年の延暦22年（803年）、征夷大将軍で「造志波城使」の坂上田村麻呂が「志波城」（現在の「志波城古代公園」、盛岡市中太田方八丁附近）を造営した。これは陸奥国最北の城柵であったが、河川の氾濫により10年で徳丹城へ移転した。一帯は律令体制下に置かれ、上総（千葉県）などの文字のある出土物から、他国からの移民兵士などによる集落が形成されていたと見られる。のちに朝廷の財政難による拡大政策の停止により、10世紀には、蝦夷の俘囚長を名乗った安倍氏が地場支配を続けていた。居館を嫗戸柵（現在の盛岡市安倍館町に擬定）に構え、厨川柵（現在の盛岡市天昌寺町附近に擬定）などの拠点も造営した。
安倍頼時・安倍貞任父子は、北上川流域の奥六郡を統治していたが、後に奥州進出を図る陸奥守源頼義の謀略により、戦闘状態に陥る。（前九年の役）当初安倍氏が有利な戦闘状況であったが、頼義の説得で出羽の俘囚長出羽清原氏が頼義に味方すると戦況は一転し、厨川次郎とも呼ばれた貞任と子の千代童子は、厨川で戦死した。また、貞任の弟である安倍宗任は、伊予国、九州大宰府などに配流、後に松浦党を構成する一族の始祖となったと伝える。さらにこの時、安倍氏に加勢した在庁官人藤原経清も処刑され、その妻は経清との間に生まれた清衡を連れ清原武貞に嫁せられる。以後、陸奥・出羽の両国は清原武則とその子武貞の支配下に置かれた。「陸奥話記」は、このころ不来方（逆志方）は清原武則の甥「橘頼為」が領主になったと伝える。源頼義の子で前九年の役にも従軍した源義家が陸奥守として赴任して来て、清原武貞の死後の清原氏跡目相続の内紛に介入し、後三年の役が起きる。義家は合戦に勝利したものの、私戦と認定される。現在の盛岡市域は、清原氏を名乗るも実父藤原氏の血統にあり、安倍氏出身の実母を持つ清原清衡（のちの藤原清衡）が統べることとなり実父の姓藤原に復す。平泉の奥州藤原氏である。この統治は以後、平氏政権の下で約100年間続く。

### 鎌倉時代
奥州藤原氏は産金と北方貿易による巨万の富を背景に、平泉を中心とした独自の政権を打ち立て、浄土思想を基調とする仏教文化が花開いた。平氏政権を倒し、独自の武家政権の確立を目指す源頼朝および鎌倉幕府は、源義経を庇護したことを口実に藤原泰衡を追捕の対象とした。頼朝は全国の武士を動員し、阿津賀志山の戦いで藤原氏を破った。この時、頼朝は「高水寺」に詣で伊豆国走湯権現を勧請したと吾妻鏡は伝える。
源頼義から数えて5代目の後裔となる源頼朝は、文治5年（1189年）9月11日、厨川に到着し「厨川館」を定める。前九年の役における父祖の故事にならい、頼義が厨川で安倍氏に行なったのと同様、藤原泰衡の首級を晒す事で奥州の統治権を宣言する。この戦いを奥州合戦と呼ぶ。その勲功として、現在の盛岡は頼朝に従った御家人で伊豆国（神奈川県）地頭の工藤氏が岩手郡を与えられ統治を始めた。工藤小次郎行光(奥州工藤氏)は前九年合戦の古戦場跡に「厨川館」を定め、安倍氏の祈祷所を基に「天台宗天照寺」（現・曹洞宗巌鷲山天昌寺）を創建、聖俗ともに岩手郡を統治する立場として巌鷲山大権現大宮司となり代々世襲、「岩手殿」とも呼ばれた。のち、岩手郡一帯は「北条得宗家」の、斯波郡は「足利宗家」の大きな影響の下に置かれた。
このころは「台太郎遺跡」から大陸産の北宋銭や青磁器や常滑焼が出土していることから、現在の盛岡南新都市にあたる地域周辺に、奥州藤原氏の流れを汲む有力な支配者層が居館を構えていたことが推測され、大荘厳寺も高水寺同様、後に南部氏の宗教政策によって盛岡へ移転した。後の盛岡藩主となる南部氏の伝承によると、始祖南部光行公は、1180年、石橋山の戦いの功によって頼朝から奥州糠部郷を拝領していたと伝えられる。甲斐源氏の流れを汲む南部氏は、甲斐国巨摩郡南部郷から奥州への進出を果たした。

### 室町時代
南北朝動乱期、現在の盛岡周辺では有力氏族が割拠し、北朝の斯波氏・稗貫氏に対し南朝の北畠氏（浪岡氏）・葛西氏・南部氏が対立する。建武元年（1334年）、後醍醐天皇の命により北畠顕家が国府多賀城に赴任。これに従って甲州から奥州へ進出したのが南部師行（根城南部氏、のちの遠野南部氏の祖）であった。建武2年（1335年）、中先代の乱の後、足利尊氏は陸奥国府と南部氏を制するため、独自に奥州総大将として斯波家長を下向させた。これが「奥州斯波氏」である。将軍家と同格のため、奥州では「奥州惣奉行」葛西氏と並ぶ一族であった。三戸南部氏（のちの盛岡南部氏）はこのころ、対立していた厨川工藤氏(元の奥州工藤氏)が領有してきた岩手郡三十三郷を取り込んでいた。「岩手郡における南部氏」、「紫波郡における斯波氏」の台頭はここに始まり、そのまま南朝対北朝の構図となって、以後16世紀までその対立は続く。この斯波氏とは、北条氏の血を引く足利宗家の足利家氏が斯波郡（紫波郡）を領有したことに発する一族で、当地で前九年の役を戦った源義家の末裔に当たる。
岩手郡では、正平元年（1346年）、南朝の陸奥介鎮守府将軍の北畠顕信が滴石庄に進出、北畠少弐が居館「滴石御所」を営んだと伝えられ、現在の「御所湖」に名を残す。北朝の斯波氏は後に戸澤氏を退け、滴石においても優勢に傾き、分家を同様に「滴石（雫石）御所」と称した。斯波郡（紫波郡）では、高水寺斯波氏が、高水寺城（現在の城山公園）を拠点に中央からは「奥の斯波殿」、奥州でも「斯波御所」の尊称で呼ばれ、また、その分家も「猪去御所」など「御所」の尊称で呼ばれた。

### 安土桃山時代
浅野長政と蒲生氏郷の推挙により、領地のほぼ中央部に位置する岩手郡仁王郷不来方を新たな本拠に決定する。
南部氏は「福士氏」を目代とし、不来方（現在の盛岡）を支配する。福士伊勢入道慶善淡路と糠部彦次郎は不来方城（慶善館・淡路館）を築き、これは後の盛岡城の土台となった。南部氏は、奥州斯波氏の本拠地であった日詰高水寺城を「郡山城」へ改めて居を構え、信直、利直、重直の三代にわたり「不来方城」の旧地に盛岡城を築く。
1588年、南部氏は現在の盛岡市の元となる岩手郡と斯波郡（紫波郡）を完全に支配下に置く。大浦為信（津軽氏の祖）は、小田原征伐に際して羽柴秀吉に謁見し、津軽3郡3万石の安堵状を得る。これにより南部氏は、津軽地方を失う。これ以後、南部藩と津軽藩の精神的対立は領民の間ですら深刻なものとなり、現代に到るまで重大な禍根を残すこととなる。天正20年（1592年）、鎌倉時代以来400年間の統治拠点「厨川城」が廃され、不来方城（後の盛岡城）を中心とした城下町建設が始動した。これが「都市としての盛岡」の発祥である。以後、工藤氏は「栗谷川氏」を名乗り、福士氏をはじめ周囲の有力武門斯波氏・葛西氏とも縁戚関係を組みながら南部家家臣となった。「盛岡開府」以後の三戸南部氏は「盛岡南部氏」と呼ばれ、後世には八戸の「根城南部氏」（「波木井南部氏」とも称する）を配下に収めて遠野へ移封（後の「遠野南部氏」）、中世的同族連合であった南部氏を脱却し、南部家一党の宗家として大名となった。慶長4年（1599年）、「盛岡城」が一応の体裁を整え藩主入部を見たこの年、南部藩の命により、鉱山師「鎌津田甚六」が鹿妻に堰の掘削を行い大規模水路が完成。藩御用の用水として新田開発を進められる。この結果、盛岡南部・紫波郡での良質な米穀生産が可能となり、生産された米はことごとく御蔵米となった。盛岡の繁栄は、この城下近郊での安定生産と農業技術向上によるものが大きい。この水路管理は明治に至り「鹿妻穴堰普通水利組合」（現在の「鹿妻穴堰土地改良区」）に受け継がれ、平成元年に国営盛岡南部水利事業の指定を受けて今日に至る。このころ既に南部領には、盛岡領内の豊富な砂金を目当てに現在の滋賀県高島市をはじめとする地域から近江商人が進出し、日詰郡山駅を拠点として城下町盛岡進出への足がかりとしていた。

### 明治維新以降
戊辰戦争で藩政が幕府側に与したことから、今の盛岡市域は政府直轄地となり、岩手郡は松代藩、紫波郡は松本藩の取締を受けるなど、薩長側に与した旧藩に支配された。この動乱の中、秩禄を失った武家の間では、新天地を求める必然から、北海道開拓へ旅立つものも少なくなかった。この年、五稜郭で箱館戦争が終結。
- 1870年 ‐ 盛岡藩が廃され盛岡県が成立。
- 1872年 ‐ 盛岡県が改称により岩手県となる。
- 1874年 ‐ 盛岡城取り壊し。
- 1875年 ‐ 旧盛岡藩主南部氏が、旧藩士授産のための開墾事業を開始。
- 1876年 ‐ 明治天皇行幸。盛岡師範学校開校。
- 1889年 ‐ 市制施行。初代盛岡市長に旧盛岡藩士の目時敬之就任。
- 1890年 ‐ 東北本線盛岡駅開通。

盛岡への鉄道敷設まで、主な物流は盛岡から石巻に到る定期船を「北上回漕会社」が担い、藩政以来の「舟運」を近江商人を中心とする財閥が継承していた。この一派は北上派と呼ばれ、経済・文化ともに盛岡の一大主流を成す商業集団となった。しかし、鉄道敷設による北上川舟運の衰退は、盛岡の経済界へ多大な影響を及ぼし、「鉄道・電気」といった新たな時代の要請に応え、花巻温泉・花巻電鉄の整備ほかインフラを束ねた「金田一家」の台頭を見た。このころ、江戸時代から紫根染を商ってきた豪商「糸屋（糸治）中村家」の中村治兵衛は、北上回漕会社・盛岡銀行・盛岡電気の役員を務め、盛岡工業高校の設立にも寄与した。明治24年（1891年） 小岩井農場（小岩井農牧）の設立がその一例で、創業者に日本鉄道の小野義真、鉄道庁長官の井上勝が名を連ねている。また三菱財閥創業家の岩崎弥之助が参画しており、農場名は彼らの頭文字を取って附された。この開業は、井上の鉄道敷設への深い思いがあると伝えられている。
- 明治27年（1894年）、小野組をルーツとし岩手県の為替方を担っていた「第一国立銀行盛岡支店」が閉鎖。

第九十国立銀行は経営不振に陥っており、洋物商「永卯」の佐々木卯太郎が頭取として再建に乗り出すも、渋沢栄一は、自らが設立に関与した仙台の「第七十七国立銀行（現七十七銀行）」を斡旋して盛岡支店を開き、岩手県公金取扱業務を同行へ譲渡させた。
- 1902年 - 盛岡高等農林学校（現岩手大学農学部）開校。
- 1908年 - 陸軍工兵第八大隊が盛岡へ移駐。
- 1909年 - 陸軍騎兵第三旅団23・24連隊が設置。
- 1922年 ‐ 原敬の寄付により、岩手県立図書館開館（原は前年に死去）。
- 1923年 ‐ 石割桜、国の天然記念物に指定。
- 1927年 ‐ 菜園街区、大通都市開発開始。岩手県公会堂竣工。
- 1938年 ‐ 初代「盛岡市民歌」（作詞・高橋康文、作曲・山田耕筰）を制定。
- 1939年 ‐ 盛岡陸軍予備士官学校設立。
- 1945年 ‐ 盛岡空襲発生。

### 戦後

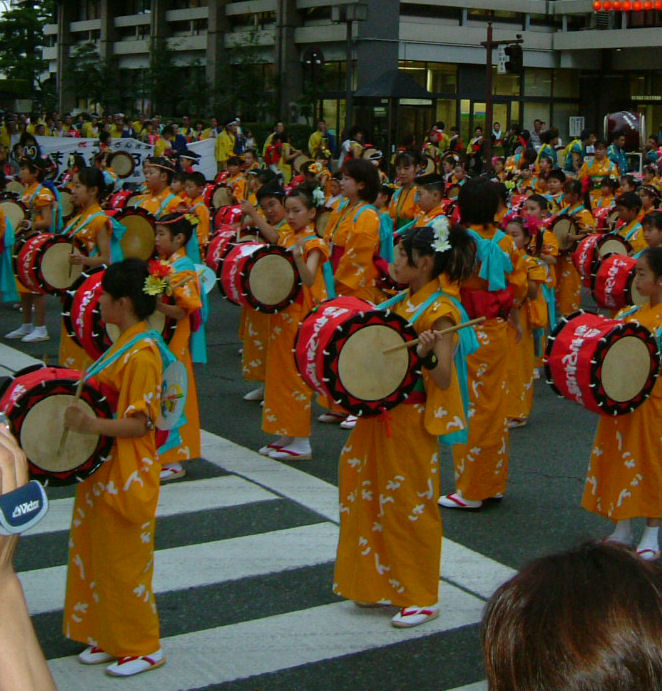
盛岡さんさ踊り

- 1947年 - 昭和天皇の戦後巡幸。市長が県庁に行幸した昭和天皇に対し、戦災・復興状況、海外引揚者の現状等を説明した[16]。
- 1948年 - 市制60周年を記念し、第1回市民体育祭（盛岡市民体育大会を経て現盛岡市民スポーツ大会）を実施。
- 1949年 ‐ 岩手大学開学。2代目の現行「盛岡市民歌」（作詞・東山重雄、補作・小田島孤舟、作曲・高田信一）を制定。
- 1970年 ‐ 岩手国体開催、社会資本の整備（→#西部）。大会をきっかけに市民運動が高まり、今日「あすを築く盛岡市民運動」に継承。
- 1978年 - チャグチャグ馬コ、選択無形民俗文化財に選択。
- 1979年 - 東北自動車道開通。
- 1982年 - 東北新幹線暫定開通。
- 1985年 - カナダ・ビクトリア市と姉妹都市締結。
- 1992年 - 紫波郡都南村を編入合併。
- 2006年 - 岩手郡玉山村を編入合併。
- 2007年 - さんさ踊り太鼓パレード、太鼓数でギネス認定。
- 2008年 - 中核市移行
  - 6月14日 - 岩手宮城内陸地震で震度4を観測。また、7月24日に発生した岩手県沿岸北部地震で震度5弱を観測。
- 2011年
  - 3月11日 - 東北地方太平洋沖地震で震度5強を観測。市内全域が停電した。
  - 4月7日 - 東北地方太平洋沖地震の余震で盛岡市玉山区藪川で震度5強、市の中心部でも震度5弱を観測した。（この地震でも市内全域が停電した）

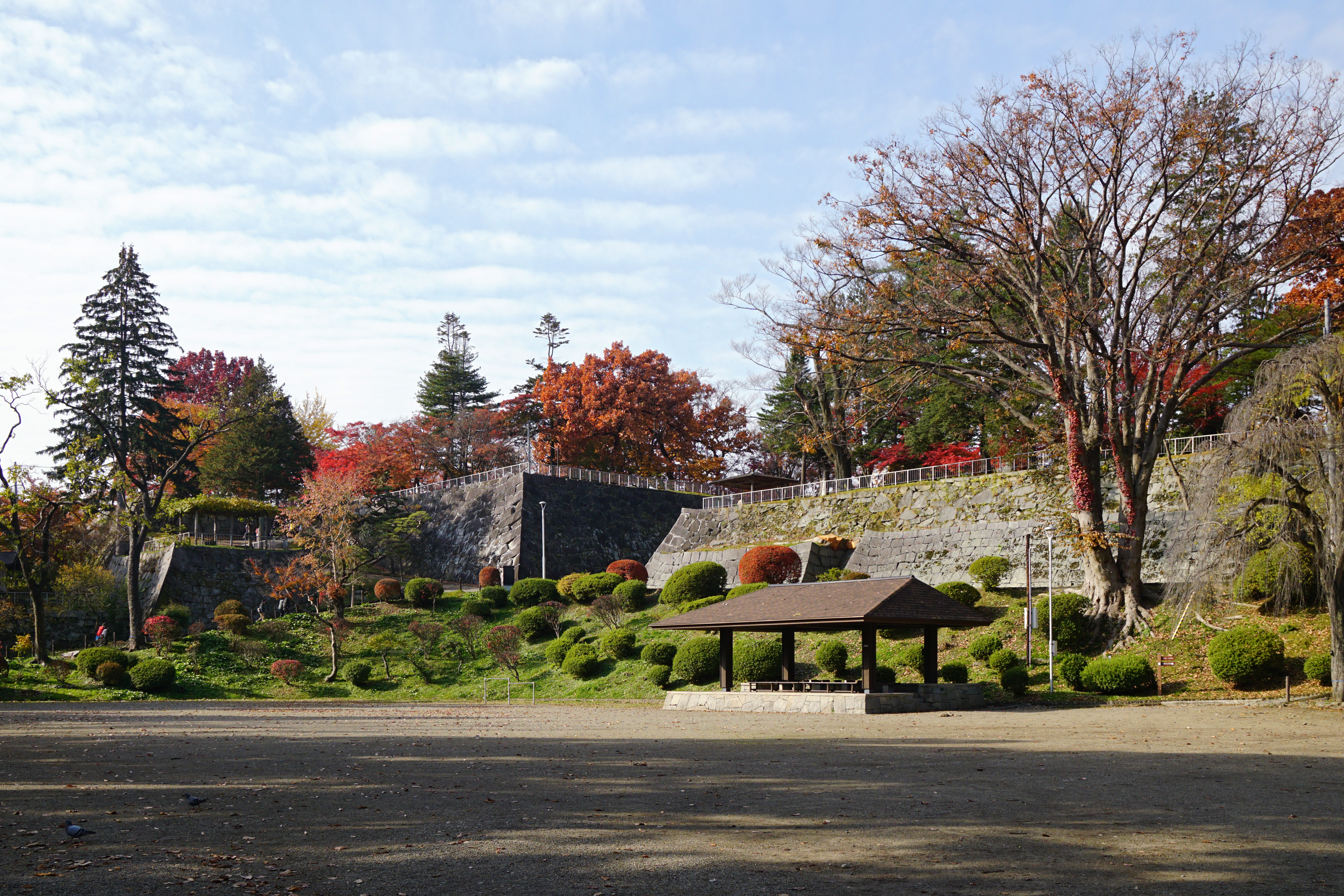
岩手公園（国の史跡・盛岡城跡）

## ギャラリー
- 中津川
- 開運橋より岩手山を望む
- 盛岡地方裁判所敷地内の石割桜
- 盛岡城跡（岩手公園）
- 盛岡中央公民館の日本庭園
- さんさ踊り
- さんさ踊り

## 行政
- 盛岡市長 内舘茂（うちだて しげる 第20代 当選1回）。
  - 副市長  中村一郎（なかむら　いちろう）

盛岡市章は、城下町盛岡を開いた南部氏の紋章「菱」を交差させたものに由来。「違菱（たがいびし）」と呼ばれる。一説には、後に南部氏の表紋となる「向鶴（むかいづる）」の鶴、折鶴を表現しているともいう。

  - 副市長  小原由香（おばら　ゆか）

### ナンバープレート
盛岡市はこれまで「岩手」ナンバー（岩手運輸支局）が割り当てられていた。
岩手ナンバー割り当て地域（ - 2014年11月16日）
- 岩手県内全域

盛岡ナンバー割り当て地域（2014年11月17日 - ）
- 盛岡市・八幡平市・滝沢市・紫波郡

### 予算規模
- 財政力指数（2007年度）0.73
- 当初予算規模（2008年度）
約952億円（一般会計）
約464億円（特別会計）
約280億円（企業会計）
（総計：約1600億円）
- ラスパイレス指数99.3

### 行政区域の変遷
- 1889年（明治22年）4月1日 - 市制施行により、南岩手郡仁王村・志家村・東中野村の一部[注 3]・新庄村の一部[注 4]・加賀野村の一部[注 5]・山岸村の一部[注 6]・三ツ割村の一部[注 7]・上田村の一部[注 8]・仙北町村の一部[注 9]の区域を以て盛岡市が成立。
- 1913年（大正2年）6月10日 - 岩手郡厨川村大字下厨川の一部を編入する。
- 1928年（昭和3年）4月1日 - 岩手郡米内村を編入する。
- 1940年（昭和15年）1月1日 - 厨川村を編入する。
- 1941年（昭和16年）4月10日 - 岩手郡浅岸村・中野村・本宮村を編入する。
- 1955年（昭和30年）
  - 2月1日 - 岩手郡簗川村および玉山村の一部・滝沢村の一部を編入する。
  - 4月1日 - 岩手郡太田村を編入する。
  - 10月1日 - 岩手郡雫石町の一部（繋）を編入する。
- 1961年（昭和36年）2月1日 - 盛岡市の一部が岩手郡玉山村へ編入される。
- 1992年（平成4年）4月1日 - 紫波郡都南村を編入する。
- 2006年（平成18年）1月10日 - 玉山村を編入する。

### 行政課題
財政再建

都市基盤の整備
耐震性に問題のある市庁舎の問題に加えて、火葬場や下水道改修問題（合流式下水道問題）など、高度経済成長期に整備した社会資本を更新する必要に迫られている。

渋滞問題

盛岡は、市街地は小さく狭い市街地の至るところ中心部にまで道幅狭い細路地があり、交通渋滞が慢性化している。市は、マイカー利用を抑える対策としてバス利用の促進を図る。

### 不祥事
滞納太郎事件
2020年4月26日、新型コロナウイルスで固定資産税などの納付猶予の相談を受けた市役所納税課の職員が、記載事例に「滞納太郎」と記載した申請書を相談した複数の事業者に送付。事業者から抗議を受け、納税課長が謝罪した。

## 対外関係

### 姉妹都市･提携都市

#### 海外
姉妹都市
- ビクトリア市（カナダ連邦 ブリティッシュコロンビア州）
- 1985年（昭和60年）姉妹都市提携

提携都市
- 花蓮市（中華民国 花蓮県）
- 2019年（令和元年）11月24日 友好都市提携

#### 国内
友好都市
- うるま市（沖縄県）2012年7月31日提携
  - 平成19年4月から9月までに放送された、盛岡市を舞台にしたNHK連続テレビ小説「どんど晴れ」のヒロイン比嘉愛未の出身地がきっかけ。
  - 2022年（令和4年）7月31日、友好都市提携から10年を記念してJR盛岡駅前滝の広場で記念碑（友好都市提携記念碑）の除幕式が行われた。

- 文京区（東京都）2019年2月20日提携
  - 盛岡市出身の詩人、石川啄木の終焉の地が文京区小石川である縁。

## 議会

### 岩手県議会
- 選挙区：盛岡市選挙区
- 定数：10名
- 任期：2019年10月2日 - 2023年10月1日

| 議員名   | 会派名         | 備考             |
| -------- | -------------- | ---------------- |
| 上原康樹 | 無所属         |                  |
| 千葉絢子 | 岩手県民クラブ |                  |
| 米内紘正 | 自由民主党     |                  |
| 高橋但馬 | いわて新政会   | 党籍は立憲民主党 |
| 小西和子 | 社民党         |                  |
| 吉田敬子 | いわて新政会   | 党籍は無所属     |
| 高橋康介 | 自由民主党     |                  |
| 軽石義則 | 希望いわて     | 党籍は国民民主党 |
| 小林正信 | 公明党         |                  |
| 斉藤信   | 日本共産党     |                  |

### 衆議院
- 選挙区：岩手1区（盛岡市、紫波郡）
- 任期：2021年10月31日 - 2025年10月30日
- 投票日：2021年10月31日
- 当日有権者数：293,290人
- 投票率：58.81％

| 当落 | 候補者名   | 年齢 | 所属党派   | 新旧別 | 得票数   | 重複 |
| ---- | ---------- | ---- | ---------- | ------ | -------- | ---- |
| 当   | 階猛       | 55   | 立憲民主党 | 前     | 87,017票 | ○    |
|      | 高橋比奈子 | 63   | 自由民主党 | 前     | 62,666票 | ○    |
|      | 吉田恭子   | 40   | 日本共産党 | 新     | 20,300票 |      |

## 経済

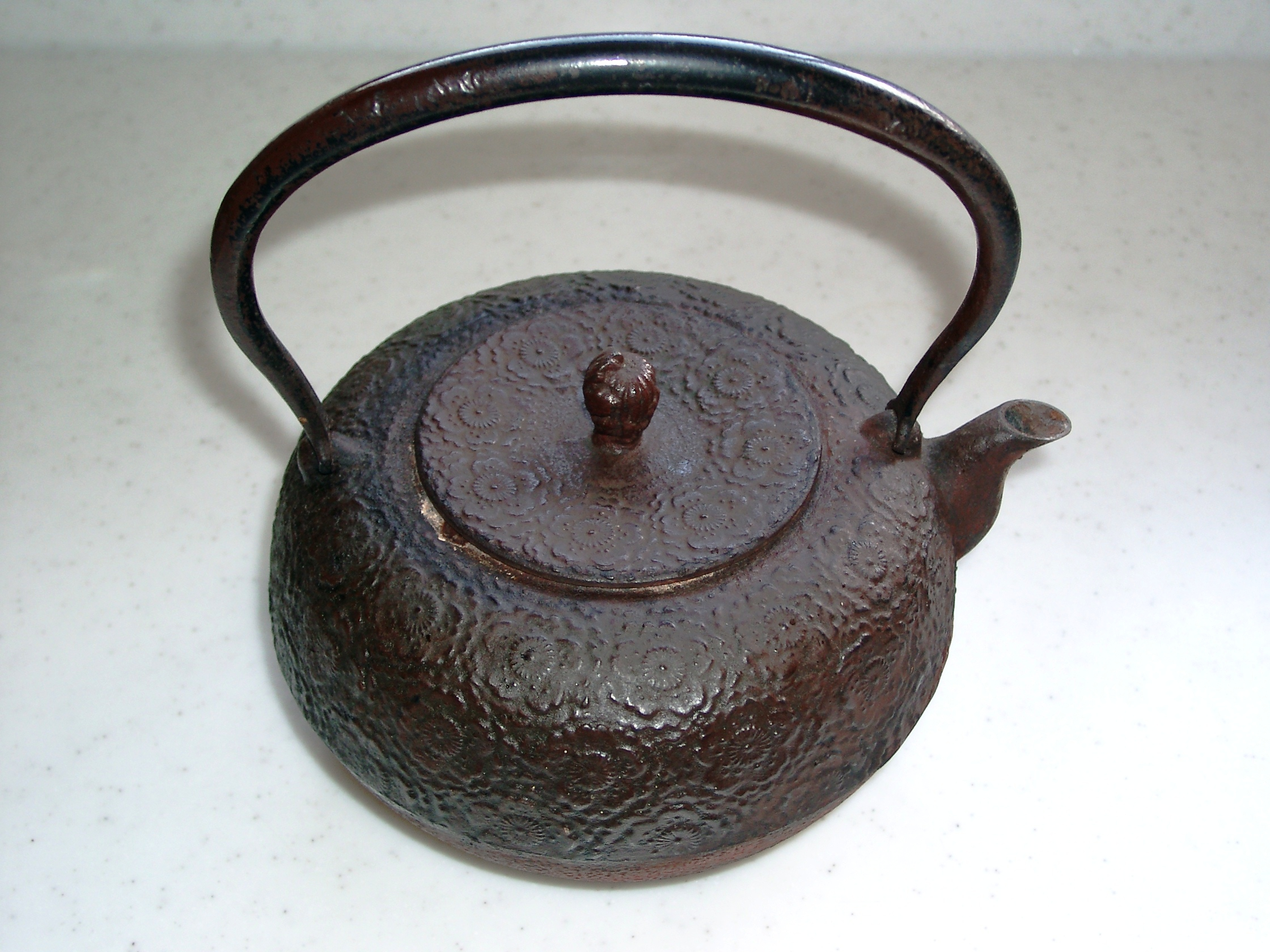
南部鉄器

### 伝統産業
- 南部鉄器
- 南部古代型染
- 紫紺染

### 業務・流通
地域別の平均所得ランキングでは、当市は1人当たりの所得が332万円である。また、年間商品販売額は約1兆3559億円（2004年）である。高度経済成長期には、仙台市が広域中心都市として、盛岡市は岩手県域中心都市としての地位を確立した。高度経済成長後は、東北新幹線開業（1982年）、東北自動車道全通（1987年）、八戸自動車道接続（1989年）など、1980年代に高速交通インフラが一気に整備された。秋田新幹線開通や東北新幹線新青森駅延伸など高速交通インフラが更に拡充された。

### 商業地
近年、地方部の中心市街地における商店街は、モータリゼーションの進展により郊外型のロードサイド大規模小売店舗に代わる傾向が見られ、中心市街地の路線価が下がりつづけており、北東北最大の繁華街といわれる中心部（大通・菜園地区）でもピーク時1992年の3分の1以下まで下落した。中心商店街は小売店の入れ替わりが激しい。物販の郊外化と中心部の賃料の低廉化から、中心部における物販の衰退が一層進んでいる。

### 消費動向
総務省家計費調査によると、世帯あたりの豆腐の消費量が全国の県庁所在都市で第一位。物販の郊外化および流通の寡占化によって商品の多様性は以前と比べて低下しており、ファッション関連品目などの高級品を中心に多様性の維持・拡充が続く仙台市や東京への流出が顕著である。

### 小売店

#### 主な百貨店、商業施設
- フェザン（盛岡駅ビル）
- 川徳（百貨店：パルクアベニューカワトク、郊外型複合店舗：アネックスカワトク） - 県内唯一の日本百貨店協会加盟店
- サンビル（岩手産業会館ビル）
- MOSSビル
- クロステラス盛岡
- 盛岡南ショッピングセンター サンサ（核店舗：ユニバース盛岡南店）
- ショッピングコートみたけ（核店舗：マルイチみたけ店）
- マイヤグランタウン（核店舗：マイヤ仙北店）
- B.H.Aoyama Town（核店舗：ビッグハウス青山店）
- アスライフ（核店舗：ユニバース青山店）
- アクロスプラザ盛南（核店舗：ジョイス盛岡西バイパス店）

#### スーパーマーケット
- トライアル（盛岡西バイパス店のみ）
- アークスグループ
  - ベルジョイス
    - ジョイス（市内8店舗）
    - ビッグハウス（市内3店舗）
    - ベルプラス（市内2店舗）
    - ビッグプロ（盛岡市中央卸売市場のみ）
- *ユニバース
  -     - ユニバース（市内5店舗）
    - ファル（上田店のみ）
- マルイチ
  - マルイチ（市内9店舗）
    - 業務スーパー[注 10]（市内4店舗）
    - ダストヴァン（酒屋、市内10店舗[注 11]）
    - ビッグハウス[注 12]（上盛岡店のみ。）
- いわて生活協同組合（市内5店舗）
- マイヤ（市内2店舗）
- エーコープ北東北
  - Aコープ（市内2店舗）

その他
- たもり 乙部店
- 大善ストア 東仙北店
- スーパーかわてつ（川鉄商店）
- じゃんまる 津志田店
- 好摩ショッピングプラザたますえ

#### 家電量販店
- ケーズデンキ（運営会社はいずれもデンコードー）
  - 盛岡北店[注 13]
  - 盛岡西店[注 14]
  - 盛岡南店（3代目）[注 15]

#### ホームセンター
- DCM
  - 盛岡黒石野店
  - 盛岡都南店
  - 盛南店[注 16]
  - 盛岡上堂店
- サンデー
  - 盛岡店
  - 盛岡前潟店
  - 盛岡本宮店
- コメリ
  - 玉山店

#### 書籍・CD・DVD・文具
- エムズエクスポ（書店・CD・DVD・文具）[注 17]
- 東山堂（書店、イオンモール盛岡・盛岡南や川徳など6店舗）
- さわや書店（書店、フェザンや大通など4店舗）
- MORIOKA TSUTAYA（書店、1店舗のみ）[注 18]
- 伊吉書院（書店、盛岡南ショッピングセンター・サンサのみ）
- 宮脇書店（書店、イオン盛岡渋民ショッピングセンターのみ）
- ジュンク堂書店（書店、MOSSビルのみ）
- 平金商店（文具、パステル館）
- タワーレコード（CD・DVD、イオンモール盛岡）

## 盛岡市に拠点を置く主要企業
本社を置く企業
- ワイズマン
- 光商事
- 川徳
- 田畑産業（パブログループ）
- 岩鋳
- Don Don up
- いわてアスリートクラブ
- 盛岡ターミナルビル
- ヘラルボニー
- IGRいわて銀河鉄道
- 岩手県北自動車
- 岩手県交通
- 平金商店
- 三田商店
- 岩手中央酪農業協同組合
- 岩手銀行
- 北日本銀行
- 東北銀行
- 川口印刷工業
- 木津屋本店
- 岩舘電気
- 創造電力

出先を盛岡市に置く企業
| - 日本ハウスホールディングス（旧東日本ハウス）...かつては、盛岡市に本拠をおいていた。 - NECプラットフォームズ - 国際航業 - 三和シヤッター - カゴメ - 東京海上日動火災保険 - 長府製作所 - サントリー - 住友三井オートサービス - 積水化学工業 | - ソフトバンク - 大日本住友製薬 - 東芝テック - あいおいニッセイ同和損害保険 - アシックス - 積水ハウス - 大日本印刷 - 住友林業 - バンダイ - KDDI - 大成ロテック - ヴィクトリア（タケダスポーツの受け皿会社であったネクサスを前身とする、同社のネクサスカンパニーを盛岡市に設置） | - 雪印メグミルク - 日立建機 - 文化シヤッター - マニュライフ生命 - 三菱電機 - 三菱電機ビルソリューションズ - ベネッセコーポレーション - 田辺三菱製薬 - 東日本旅客鉄道 - JR東日本東北総合サービス - コニカミノルタ - シスメックス |

盛岡に工場・事業所のある企業
| - 森永乳業盛岡工場 - 東京電波盛岡事業所 | - 美和ロック盛岡工場 | - インクリメント・ピー東北開発センター |

盛岡市の金融機関
本店・本所を置くもの
- 岩手銀行
- 北日本銀行
- 東北銀行
- 盛岡信用金庫
- 杜陵信用組合
- 岩手県医師信用組合
- 岩手県信用農業協同組合連合会

支店・支所・有人出張所を置くもの
| - 日本銀行 盛岡事務所。岩手県は仙台支店の管轄にある。 - みずほ銀行 - イオン銀行 イオンクレジットサービスが銀行代理店として展開する店舗が、イオンモール盛岡南に設置されている。 - 商工組合中央金庫 - ゆうちょ銀行 - 日本政策金融公庫 - 青森みちのく銀行 - 秋田銀行 - 七十七銀行 - 東北労働金庫 - ウリ信用組合 - あすか信用組合 - 岩手中央農業協同組合（JAいわて中央） 本所は紫波郡紫波町 旧・玉山区域を除く地域を管轄 - 新岩手農業協同組合（JA新いわて） 本所は滝沢市。旧・玉山区域を管轄 - 東日本信用漁業協同組合連合会 - 野村證券 - SMBC日興証券 - 大和証券 - みずほ証券 - いちよし証券 |

## 郵便
一般信書便事業者
- 日本郵便
  - 盛岡中央郵便局（〒020-8799 集配局。盛岡市内は〒020-00xx・020-02xx・020-03xx・020-08xx地域を管轄）
  - 盛岡北郵便局（〒020-0199 集配局。〒020-01xx・020-06xx・020-07xx地域を管轄[注 21]→滝沢市全域を含む）。
  - 乙部郵便局（〒020-0499 集配局。〒020-04xx地域を管轄）
  - 好摩郵便局（〒028-4199 集配局。玉山区の一部→〒028-41xx地域を管轄）
  - 藪川郵便局（〒028-2799 集配局。玉山区藪川地区→〒028-27xx地域を管轄）

## 国の機関
- 内閣府（警察庁）
  - 東北管区警察局岩手県情報通信部
- 復興庁
  - 岩手復興局
- 総務省
  - 東北管区行政評価局岩手行監視行政相談センター
- 法務省
  - 盛岡地方法務局
  - 盛岡少年刑務所
  - 盛岡少年院
  - 仙台少年鑑別所盛岡少年鑑別支所
  - 盛岡保護観察所
- 出入国在留管理庁
  - 仙台出入国在留管理局盛岡出張所
- 公安調査庁
  - 東北公安調査局盛岡公安調査事務所
- 検察庁
  - 盛岡地方検察庁
  - 盛岡区検察庁
- 財務省
  - 東北財務局盛岡財務事務所
- 国税庁
  - 仙台国税局盛岡税務署
- 厚生労働省
  - 東北厚生局岩手事務所
  - 岩手労働局
    - 盛岡労働基準監督署
    - 盛岡公共職業安定所
- 農林水産省
  - 東北農政局岩手県拠点
  - 東北農政局北上土地改良調査管理事務所
- 林野庁
  - 東北森林管理局盛岡森林管理署
- 国土交通省
  - 東北地方整備局岩手河川国道事務所
  - 東北地方整備局北上川ダム統合管理事務所
  - 東北運輸局岩手運輸支局
- 気象庁
  - 盛岡地方気象台
- 環境省
  - 東北地方環境事務所十和田八幡平国立公園管理事務所盛岡管理官事務所
- 防衛省
  - 自衛隊岩手地方協力本部

## 裁判所
- 盛岡地方裁判所
- 盛岡家庭裁判所
- 盛岡簡易裁判所

## 国の所管法人

### 独立行政法人
- 国立病院機構盛岡医療センター
- 家畜改良センター岩手牧場
- 自動車事故対策機構岩手支所

### 国立研究開発法人
- 農業・食品産業技術総合研究機構（農研機構）管理本部（東北管理部盛岡事業場）[25]
- 農研機構東北農業研究センター
- 農研機構果樹茶業研究部門
- 森林研究・整備機構森林総合研究所東北支所

## 地域

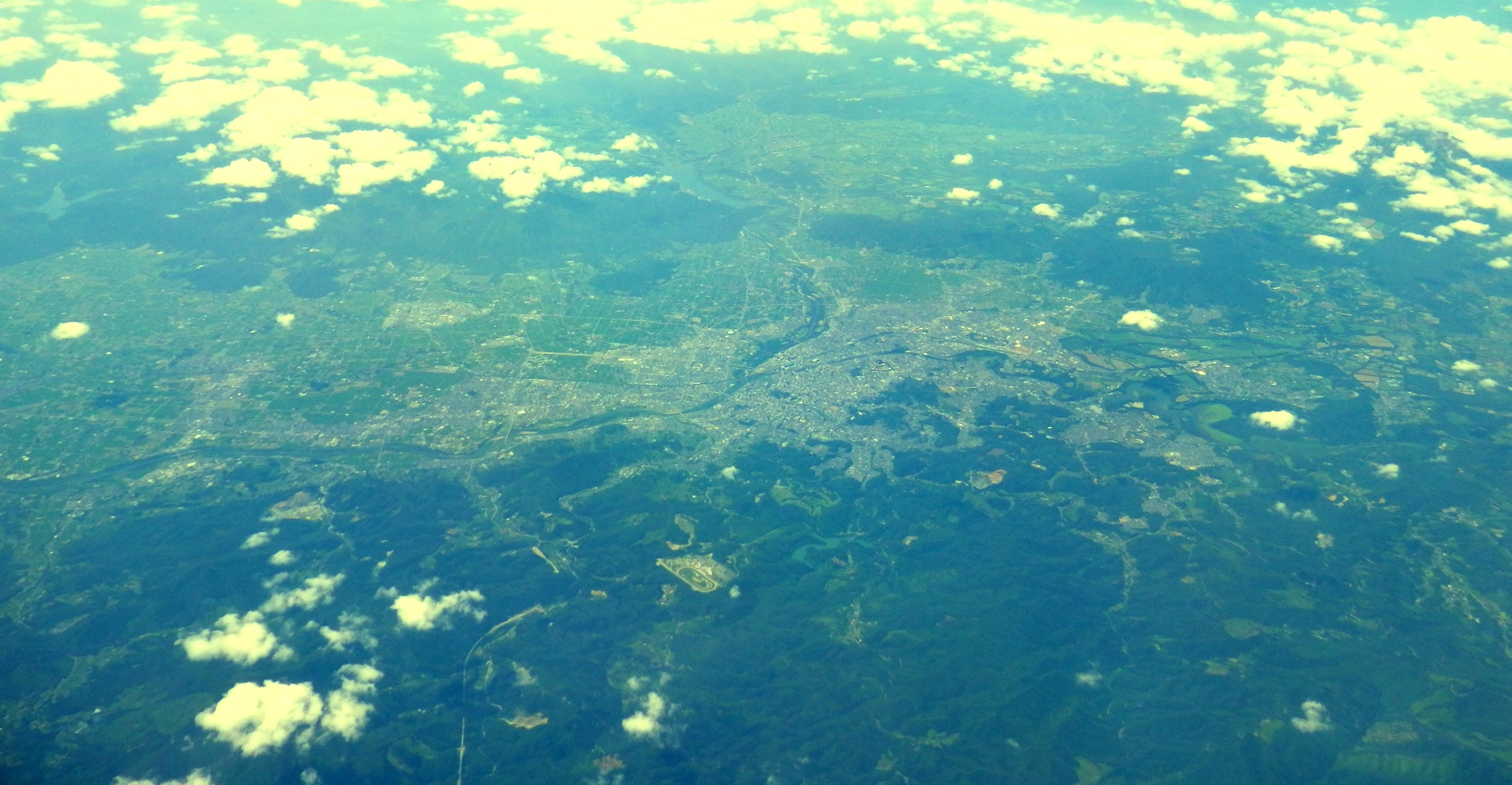
上空からの盛岡市

### 市内の各地域の特徴・町並み
昭文社発行の「都市地図シリーズ（1枚シートタイプ）」では盛岡市+紫波町・矢巾町・滝沢村を収録したタイプが「岩手県1」として発行されており、バリアフリー設備付き主要施設が書かれた「バリアフリー情報付き盛岡市中心部詳細マップ」付属（盛岡都心循環バス「でんでんむし」情報も掲載）。なおこのシリーズに雫石町と玉山区中心部（渋民・好摩地区）拡大図は非掲載である（「県別マップル3 岩手県道路地図」にも玉山区中心部と雫石町中心部の拡大図は非掲載。なお雫石町中心部&紫波町中心部拡大図は「スーパーマップル東北道路地図」に掲載されているが、玉山区中心部拡大図は非掲載）。
またゼンリン発行の盛岡市住宅地図は「盛岡市北部&滝沢村版」・「同・南部版」・「同・玉山区版」の3種類が発行されている。

#### 中心部
中津川の北にあるため藩政時代より「河北」とも呼ばれるこの地域は、かつて「仁王郷」（南岩手郡仁王村）と称した。現在も当地では中津川、北上川、雫石川の三大河川が交差するが、安土桃山時代までは湿地帯で河川の氾濫が見られた。後にそれを自然の要塞とし盛岡築城が進められ、現在の盛岡市要部となった。幕末まで藩の重臣屋敷が立ち並んだ盛岡城内丸跡には、明治になって、県庁など官公庁施設や金融機関、マスコミ、医療機関などが集中する。慶長年間の盛岡開府に際しては、南部氏の旧城下町三戸から住人の移転が図られ「三戸町」が開かれたほか、京都からの移住した豪商の街「京町（本町）」、商人・職人町として「花屋町」、「材木町」などがある。大通・菜園地区は、城内の食膳に野菜を供するための「盛岡城御菜園」の名が住居表示に採用されたもので、近代には菜園競馬場、盛岡青果市場、盛岡農学校が置かれた。

#### 東部
「河南」と呼ばれるこの地域は、かつては「中野郷」とも呼ばれた。「中ノ橋」たもとに藩の「高札場」が置かれ、近世に到っても「小野組」「盛岡銀行」「盛岡貯蓄銀行」「第九十国立銀行」「岩手銀行」が置かれ、商業街として発達した。八幡町（盛岡八幡宮の門前町）、江戸時代には舟運による物流拠点「新山河岸（現・明治橋際）」と最寄の「新穀町惣門」などを中心に賑わう。

#### 北部
藩政時代に「上田通」に属したこの地域には、岩手県立博物館、盛岡市立図書館、岩手大学が連なる。かつては盛岡藩の宗教政策により、領内の重要寺院が集められ、北山寺院群が形発生。盛岡ドミニカン修道院、日本ハリストス正教会盛岡教会などの歴史あるキリスト教会も点在（上田・高松・山岸）する。奥州街道の面影を残す「一里塚」跡や、三陸海岸から城下へ塩を運ぶ「塩の道」と呼ばれる野田街道がある。
かつては競馬場があり、閑院宮載仁親王は、近隣の黄金清水に因んで「黄金競馬場」と命名。移転した現在の「盛岡競馬場」は、これに因んで「ORO PARK（黄金の公園）」を愛称とする。

#### 西部
藩政時代に「厨川通」、近代には厨川村に属したこの地域は、平安時代に安倍氏、鎌倉時代に奥州工藤氏が拠点とした地域で、安倍館遺跡、里館遺跡、大館町遺跡、大新町遺跡などが幅広く存在する。厨川柵及び嫗戸柵の擬定地ともなっている。
盛岡駅の開通により、従来の舟運に替わって交流拠点となり、市街地と駅とを結ぶ開運橋が設けられた。
昭和初期まで「観武ヶ原練兵場」が知られ、陸軍予備士官学校が置かれたほか、近代化遺産として注目を集める煉瓦造の「覆馬場」など、往時の建造物が多く残されていたが、平成に入って急速に失われている。
戦後は「観武ヶ原開拓農協」が置かれ農地開拓が進んだが、1970年にみちのく国体が開催された際、「岩手県営運動公園」が整備され、碁盤目状の住宅街が形成された。

#### 南部
藩政時代に「飯岡通」「向中野通」に属したこの地域は、盛岡開府に先立って開削された「鹿妻穴堰」の水利によって穀倉地帯として知られた。
平安時代には、坂上田村麻呂によって志波城、大宮神社などが開かれた地域で、台太郎遺跡に代表される竪穴建物などの埋蔵文化財が多い。
「仙北町」は、江戸時代に秋田仙北地方から移住した人々によって生まれた町で、肥沃な土地を背景に「青物・種苗」を扱い、豪商が軒を連ねた。本宮地区には「平民宰相」で知られる「原敬」の生家がある。

#### 玉山区
旧玉山村との合併に伴う地域自治区として、盛岡市の北部一帯に特例として「玉山区」が設定されていた（市町村の合併の特例等に関する法律第五条の五第1項を適用した「合併関係市町村の区域による地域自治区」、同法第五条の八の定める合併特例区ではない。設置期間は、2006年1月10日から2016年3月31日までの10年間）。石川啄木の生地「旧渋民村」を含む。巻堀神社の所在地としても知られる。

### 土地利用

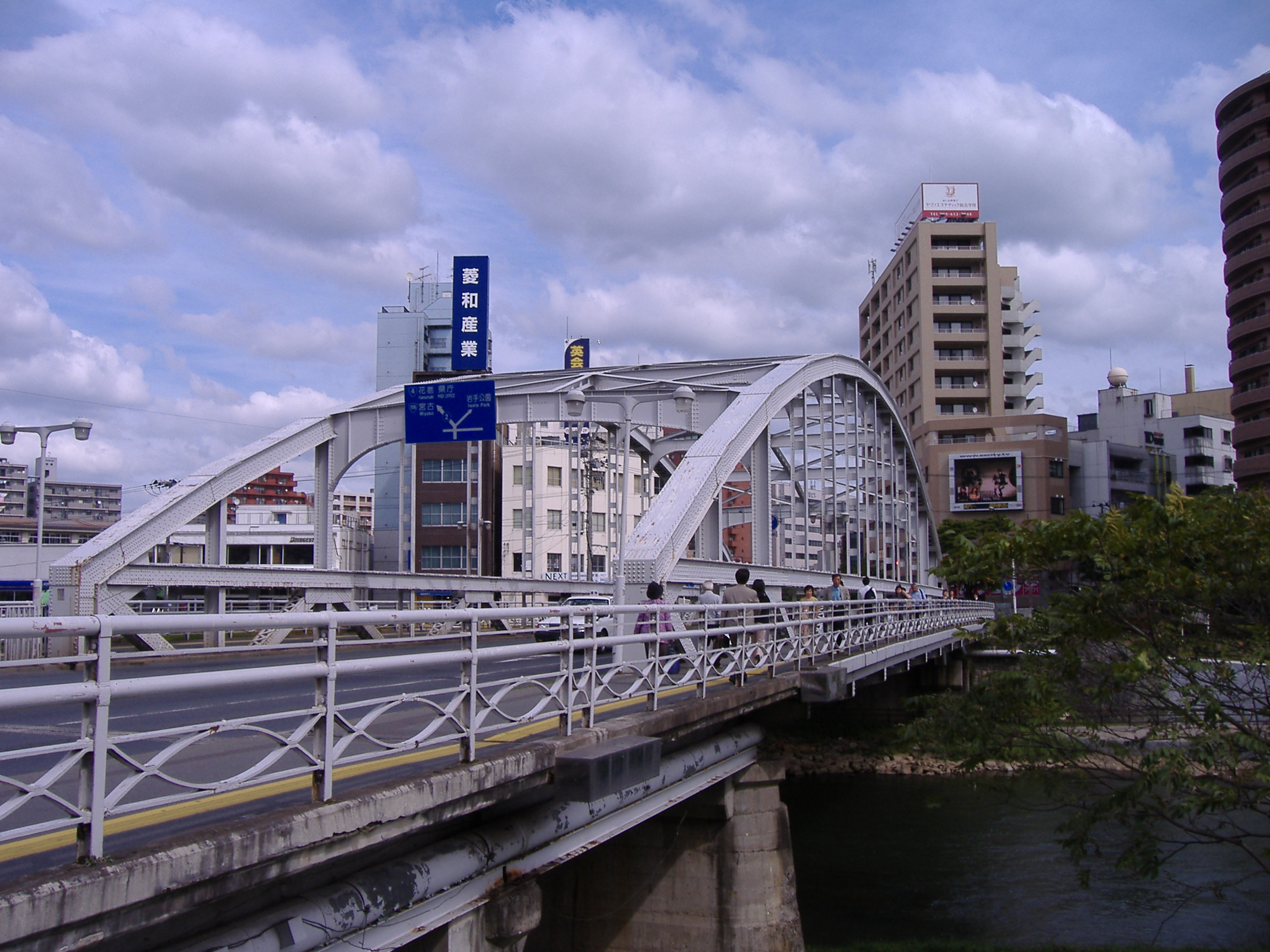
盛岡駅前・北上川にかかる開運橋

城下町開府以来の区画が残されている。中心部は狭く道路も狭いので、交通渋滞が起こりやすい区画となっており、現在の市域の可住地に比して山林など宅地開発に不向きな地域の比率が高い。市街地東端に位置する河川である中津川の上流地区は山林が占める農村地域である。多くの都市が駅を中心に開発が進むのと対照的に、盛岡市は盛岡城を中心に西へ中心市街地の範囲を広げていった。現在の中心市街地は、中津川・北上川・雫石川を跨ぐ盛岡バスセンター周辺 - 内丸・大通・菜園 - 盛岡駅周辺である。
- 下水道普及率 83.4%（2007年度）[27]

### 市外局番
盛岡市の電話番号（市外局番）は市内全域「019」である。かつては「0196」だったが、固定電話加入世帯の増加により番号不足が生じる恐れが出たため、桁ずらし（市外局番の末尾「6」を市内局番の最初に移す形）により旧「0196」地域（盛岡市・滝沢市・岩手郡雫石町・紫波郡紫波町と矢巾町）は1996年10月1日より現在の「019」に変更され（市内局番の頭に「6」が冠される形となってい）た。その後、桁ずれで使用可能となった60X~61X番台が枯渇したため、90X~92Xの市内局番が割り当てられ、現在に至る。
電話帳は「岩手県中央版」としてタウンページとハローページが別々に発行されており、県央版は盛岡都市圏の市町村（盛岡市・雫石町・滝沢村・紫波町・矢巾町・八幡平市・岩手町・葛巻町）を収録（以前は「岩手県北版」として二戸地域の自治体も収録されていたが、現在は二戸地区と分離発行）。「テレパル50」は盛岡市内全域版ではなく各地域毎（松園・玉山区・市内中心部など）に分けて発行されている。

### 管轄警察署および消防署

#### 警察署
- 盛岡東警察署（北上川以東および雫石川以南の地区=盛岡市のうち旧都南村域・ゆいとぴあ盛南地区北部および仙北地区・玉山区を管轄）
  - 見前幹部交番（機動捜査隊庁舎併設）
  - 菜園交番
  - 中の橋交番
  - 本町交番
  - 北山交番
  - 上田交番
  - 加賀野交番
  - 仙北町交番
  - 松園交番
  - おおみや交番
  - 飯岡交番
  - 桜台駐在所
  - 浅岸駐在所
  - 簗川駐在所
  - 中野駐在所
  - 玉山駐在所
  - 渋民駐在所
  - 好摩駐在所
  - 乙部駐在所
- 盛岡西警察署（北上川以西および雫石川以北の地区・繋・滝沢市・岩手郡雫石町を管轄）
  - 盛岡駅前交番
  - 前九年交番
  - 三ツ家駐在所
  - みたけ駐在所
  - 厨川駐在所

過去に管轄していた警察署
- 紫波警察署（2016年3月31日まで盛岡市の旧都南村域全域を管轄していた。2016年4月1日より盛岡東警察署が管轄している。）

### 消防
- 盛岡地区消防本部
  - 盛岡中央消防署
    - 松園出張所
    - 上田出張所
    - 玉山分署

  - 盛岡西消防署
    - 城西出張所
    - 厨川出張所

  - 盛岡南消防署
    - 仙北出張所

## 教育

### 教育史
- 寛永13年（1636年）、南部藩第3代藩主重直が盛岡城への「御新丸（現・岩手県警察本部）」建設に着手。
- 寛永18年（1641年）、盛岡城御新丸完成。
- 寛文8年（1668年）、南部藩第5代藩主行信が御新丸に「御稽古場」開設。武道の礎とする。
- 明和8年（1771年）、南部藩第9代藩主智之、御稽古場を「武芸稽古場」として日影門外小路（現・日影門緑地）に移設。
- 天保11年（1840年）、南部藩第13代藩主利済が武芸稽古場を基に藩校「明義堂」開校。儒学者・下田三蔵を招聘。
- 安政元年（1854年）、南部家御薬園（現・盛岡市中央公民館）を明義堂の医学・経学教場とする。
- 慶応2年（1866年）、南部藩第15代藩主利剛が明義堂を「作人館」と改称。修文所、昭武場、医学所に再編。
- 明治元年（1868年）、作人館が戊辰戦争により休校。
- 明治3年（1870年）、作人館に洋学所「日新堂」を加えて再開。「盛岡県学校」に再編。
- 明治5年（1872年）、学制発布により一時閉鎖を余儀なくされる。
- 明治6年（1873年）、修文所跡地に「第七大学区第十八番中学区第一番小学校」（現・仁王小学校）開校。「第七大学区第十八番中学区第十九番小学校」（現・厨川小学校）。「盛岡小学校」（現・城南小学校のルーツ）開校。
- 明治7年（1874年）、「鍛冶町小学校」（現・城南小学校のルーツ）開校。
- 明治8年（1875年）、「仁王小学」、「公立仁王学校」と相次いで改称。
- 明治9年（1876年）、「盛岡師範学校」（現・岩手大学教育学部）設立。仁王学校にて「天覧授業」が行われ、明治天皇以下、岩倉具視・木戸孝允・大隈重信をはじめ文武百官が来盛。
- 明治10年（1877年）、「盛岡師範学校附属小学校」設立。
- 明治12年（1879年）、外山牧場獣医学舎（現・岩手県立盛岡農業高等学校）設立。
- 明治13年（1880年）、内丸に「公立岩手中学校」（現岩手県立盛岡第一高等学校）設立
- 明治20年（1887年）、「公立仁王学校」が「仁王尋常小学校」と改称。
- 明治26年（1893年）、「盛岡第二尋常小学校（旧盛岡小）」と「盛岡第三尋常小学校（旧鍛冶町小）」を統合して、「城南尋常小学校」（現 盛岡市立城南小学校）が現在の「盛岡市立杜陵小学校」の地に開校。
- 明治30年（1897年）、内丸に「岩手県実業学校」（現・岩手県立盛岡工業高等学校）開校。「岩手県尋常中学校」が「岩手県立盛岡尋常中学校」へ改称。「旧鍛冶町小学校」校舎にて「私立盛岡商業学校」（現・岩手県立盛岡商業高等学校）開校。盛岡高等小学校（現・盛岡市立下橋中学校）内に「盛岡市立高等女学校」（現・岩手県立盛岡第二高等学校）開校。
- 明治32年（1899年）、「岩手県立盛岡尋常中学校」が「岩手県盛岡中学校」へ改称。
- 明治34年（1901年）、「岩手県盛岡中学校」が「岩手県立盛岡中学校」と改称。「外山牧場獣医学舎」が「岩手県立農学校」へ改組。
- 明治35年（1902年）、「盛岡市立高等女学校」が「岩手県立高等女学校」へ再編。
- 明治36年（1903年）、上田三小路に「盛岡高等農林学校」（現・岩手大学農学部）開校。
- 明治39年（1906年）、仁王尋常小学校に高等科を併置し、仁王尋常高等小学校と改称。
- 明治41年（1908年）、工兵大隊・騎兵旅団の盛岡移転、盛岡停車場設立による人口増に対応するため「桜城尋常小学校」設立。「仁王尋常小学校」他から分離。内丸に「武徳殿」建設。
- 明治44年（1911年）、「岩手県立高等女学校」が「岩手県立盛岡高等女学校」と改称。
- 大正2年（1913年）、「仁王尋常小学校」跡地が「盛岡市立商業学校」校舎となる。
- 大正9年（1920年）、「盛岡実践女学校」（現・盛岡市立高等学校のルーツ）、盛岡尋常高等小学校分教場（現・杜陵小）にて開校。
- 大正12年（1923年）、「岩手県女子師範学校」が「岩手県立盛岡高等女学校」に併設開校。
- 大正13年（1924年）、「私立盛岡夜間中学」（現・岩手県立杜陵高等学校）、岩手県立図書館で授業開始、同年設置認可。
- 大正14年（1925年）、「盛岡実践女学校」が「盛岡女子商業学校」と改称。
- 大正15年（1926年）、盛岡城御新丸跡に「岩手県女子師範学校附属小学校」（現岩手大学教育学部附属小学校）が開校。師範学校の上田移転により「仁王尋常高等小学校」が「盛岡師範学校附属小学校」の看板を併立する状態が昭和前期まで続く。
- 昭和15年（1940年）、「盛岡市立第一高等女学校」、「盛岡国民学校」内に創設。「盛岡女子商業学校」が「盛岡市立女子商業学校」と改称。
- 昭和21年（1946年）、「岩手県立盛岡高等女学校」」（現・岩手県立盛岡第二高等学校）に「岩手県立女子専門学校」（現・岩手県立大学盛岡短期大学部のルーツ）が併設開校。
- 昭和22年（1947年）、仁王小学校に「仁王中学校」併設。
- 昭和23年（1948年）、学制改革。「盛岡市立第一高等女学校」が「盛岡市立女子高等学校」と改称。「盛岡女子商業学校」が「盛岡市立女子商業高等学校」と改称。「岩手県立盛岡高等女学校」が「岩手県立盛岡第二高等学校」へ改称。「盛岡第一高等学校夜間定時制雫石分校」（現・岩手県立雫石高等学校）が開校。「岩手県立美術工芸学校」（現・岩手県立大学盛岡短期大学部のルーツ）開校。
- 昭和24年（1949年）、「盛岡市立女子高等学校」と「盛岡市立女子商業高等学校」が統合し、「盛岡市立高等学校」が成立。「盛岡第一・盛岡第二・盛岡商業」の高等学校が統合し、「岩手県立盛岡高等学校」となる。新制大学制度により「岩手県女子師範附属小学校」が「岩手大学学芸学部附属小学校」として成立。
- 昭和26年（1951年）、「岩手県立盛岡高等学校」の再分離。「岩手県立女子専門学校」が「岩手県立盛岡短期大学」となる。
- 昭和28年（1953年）、御新丸跡の岩手県女子師範学校校舎に「岩手県消防学校」設立。（後の盛岡消防本部・岩手県警察本部）
- 昭和29年（1954年）、「盛岡市立河北小学校」設立に伴い仁王小学校より分離。
- 昭和31年（1956年）、「盛岡市立上田小学校」設立に伴い仁王小学校より分離。
- 昭和33年（1958年）、「盛岡市立山王小学校」設立に伴い城南小学校より分離。
- 昭和37年（1962年）、「岩手県立盛岡第三高等学校」、岩手大学学芸学部校舎にて開校。
- 昭和39年（1964年）、「岩手県立盛岡第四高等学校」、盛岡商業高等学校校舎にて開校。
- 昭和41年（1966年）、「岩手大学学芸学部附属小学校」が「岩手大学教育学部附属小学校」に改称。
- 昭和44年（1969年）、岩手県立盛岡短期大学に「附属こまくさ幼稚園」設置。
- 昭和48年（1973年）、仁王小学校に「盛岡市立中津川小学校」を統合。
- 昭和49年（1974年）、「岩手県立盛岡北高等学校」、杜陵高等学校校舎にて開校。
- 昭和55年（1980年）、「盛岡市立高松小学校」設立に伴い仁王小学校より分離。
- 昭和56年（1981年）、「盛岡市立武道館」建造。
- 昭和57年（1982年）、内丸の「武徳殿」解体。体育科を伴う「岩手県立盛岡南高等学校」開校。
- 昭和63年（1988年）、岩手県初の学系制高校「岩手県立不来方高等学校」開校。
- 平成2年（1990年）、「岩手県営武道館」創立。
- 平成7年（1995年）、「盛岡市弓道場」建造。
- 平成9年（1997年）、岩手県立大学設置に先立ち、盛岡短期大学の発展的解消に伴う募集停止。
- 平成10年（1998年）、「岩手県立大学」開学。岩手県立盛岡短期大学を「岩手県立大学盛岡短期大学部」とし、滝沢キャンパスへ移転。附属こまくさ幼稚園は、「岩手県立大学附属こまくさ幼稚園」となる。
- 平成11年（1999年）、「岩手県立盛岡短期大学」跡（住吉町）を、盛岡東警察署が建替間の仮庁舎として使用（2002年（平成14年）11月まで）。「こまくさ幼稚園」が盛岡教育事務所へ移管され、「岩手県立こまくさ幼稚園」となる。
- 平成16年（2004年）、「岩手県立紫波高等学校」が、「岩手県立紫波総合高等学校」へ移行。
- 平成21年（2009年）、岩手県立の特別支援学校の大再編を実施。
  - 岩手県立盛岡養護学校と同都南校が統合し岩手県立盛岡となん支援学校に改称。
    - 併せて、岩手県立療育センター内に岩手県立盛岡となん支援学校分教室を新設（院内学級扱い）。

  - 岩手県立松園養護学校が、同青山養護学校を統合のうえ、岩手県立盛岡青松支援学校に改称。
    - 併せて、もりおかこども病院内に岩手県立盛岡青松支援学校もりおかこども分教室を設置（院内学級扱い）。

  - 旧青山養護学校跡地に、岩手県立みたけ養護学校（滝沢村）から改称した岩手県立盛岡みたけ支援学校の高等部を新設。
  - 岩手県立盛岡高等養護学校が普通科部門と専門学科部分を分割の上閉校し、普通科部門は前述の盛岡みたけ支援学校へ移管し、専門学科部門は新設の岩手県立盛岡峰南高等支援学校へ移管。
  - 岩手県立盛岡聾学校が岩手県立盛岡聴覚支援学校に改称（併せて、閉校された岩手県立一関聾学校の高等部[注 22]の移管を受ける）。
  - 岩手県立盛岡盲学校が岩手県立盛岡視覚支援学校に改称。

- 明治25年（1892年）、育英学舎（現・江南義塾盛岡高等学校）設立。盛岡女学校（現・盛岡白百合学園中学校・高等学校）設立。
- 明治34年（1901年）、「私立岩手医学校」（現・「岩手医科大学」）設立。
- 明治42年（1909年）、岩手県初の幼稚園「盛岡幼稚園」設立。
- 大正10年（1921年）、盛岡市内丸の作人館中学校校舎跡に「盛岡実科高等学校」（現・岩手女子高等学校）設立。
- 大正15年（1926年）、盛岡市大沢川原に旧制「岩手中学校」（現・岩手中学校・高等学校）設立。
- 昭和2年（1927年）、盛岡市紙町に「盛岡裁縫普及会」（現・盛岡誠桜高等学校）設立。
- 昭和8年（1933年）、盛岡市菜園に「盛岡友の会生活学校」（現・盛岡スコーレ高等学校）設立。
- 昭和25年（1950年）、盛岡市菜園に「生活研究所」（現・学校法人「盛岡大学」）設立。
- 昭和38年（1963年）、盛岡市みたけに「龍澤高等学校」（現・盛岡中央高等学校）設立。
- 平成2年（1990年）、「岩手女子看護短期大学」（現・岩手看護短期大学）設立。
- 平成29年（2017年）、盛岡市盛岡駅西通に「岩手保健医療大学」設立。

### 高等教育
大学
国立
- 岩手大学

私立
- 岩手医科大学
- 岩手保健医療大学
- 放送大学 岩手学習センター

### 後期中等教育
県立高校
- 岩手県立盛岡第一高等学校
- 岩手県立盛岡第二高等学校
- 岩手県立盛岡第三高等学校
- 岩手県立盛岡第四高等学校
- 岩手県立盛岡工業高等学校
- 岩手県立盛岡商業高等学校
- 岩手県立杜陵高等学校

市立高校
- 盛岡市立高等学校

私立高校
- 岩手高等学校
- 岩手女子高等学校
- 鹿島学園高等学校いわてイーハトーヴキャンパス
- 鹿島学園高等学校盛岡キャンパス
- 江南義塾盛岡高等学校
- 第一学院高等学校盛岡キャンパス
- 盛岡白百合学園高等学校
- 盛岡スコーレ高等学校
- 盛岡誠桜高等学校
- 盛岡大学附属高等学校
- 盛岡中央高等学校

### 初等教育・前期中等教育
国立
- 岩手大学教育学部附属中学校
  - 岩手大学教育学部附属小学校 併設

公立の小中学校
- 岩手県小学校一覧#盛岡市
- 岩手県中学校一覧#盛岡市

私立
- 岩手中学校
- 盛岡白百合学園中学校
- 盛岡中央高等学校附属中学校

### 特別支援教育
盛岡市内には、知的障害に対応する小学部・中学部を有する特別支援学校は県立学校では所在せず、岩手大学教育学部附属特別支援学校のみとなっている（知的障害に対応する高等部を有する学校および他の4教育領域にそれぞれ対応する学校はすべて1校以上は所在する）。
2009年に、県立の特別支援学校全体で再編が実施され、従来の「盲学校」・「聾学校」・「養護学校」の名称が、これに併せて「支援学校」の名称に統一された。
情緒障害児短期治療施設としてことりさわ学園がある。
国立
- 岩手大学教育学部附属特別支援学校

公立
- 岩手県立盛岡視覚支援学校
- 岩手県立盛岡聴覚支援学校
- 岩手県立盛岡みたけ支援学校（高等部のみ）
- 岩手県立盛岡峰南高等支援学校
- 岩手県立盛岡となん支援学校
  - 岩手県立盛岡となん支援学校分教室
- 岩手県立盛岡青松支援学校
  - 岩手県立盛岡青松支援学校もりおかこども分教室

## 交通
狭い市街地の渋滞緩和を図るため、路線バスの利用促進を図る。国からオムニバスタウンに指定されており、ゾーンバスシステムを軸に、路線バスの高度利用を進めている。

### 鉄道

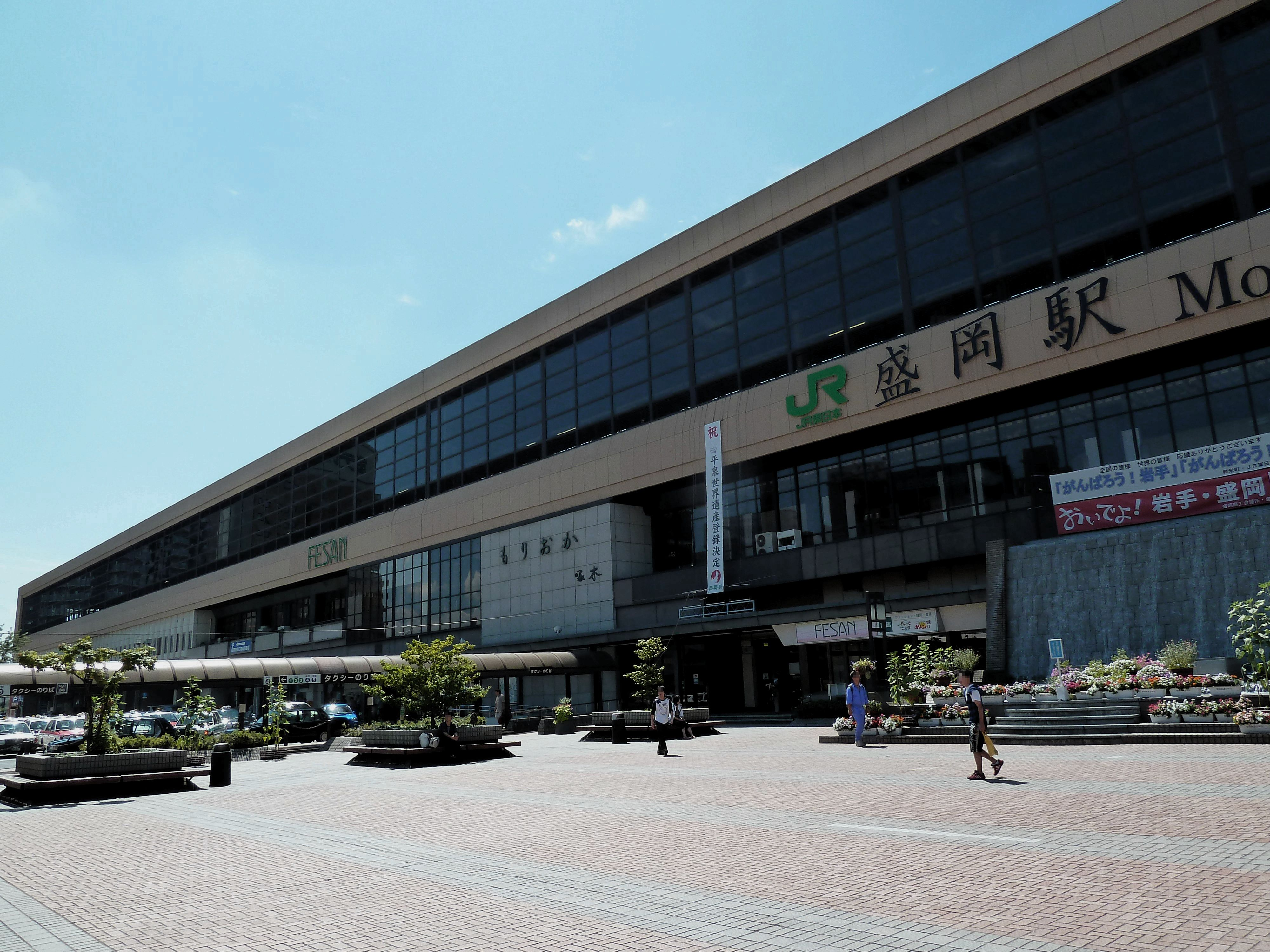
盛岡駅

JR東日本の各路線と、いわて銀河鉄道線が市内を通る。東京都へのアクセスは、最寄の花巻空港（花巻市）に東京便がないこと、空港から盛岡市までのアクセスの問題から、空路より東北新幹線が圧倒的に優位である。
東日本旅客鉄道（JR東日本）
- 東北新幹線
  - 盛岡駅
- 東北本線
  - 岩手飯岡駅 - 仙北町駅 - 盛岡駅
- 田沢湖線
  - 前潟駅 - 盛岡駅
- 山田線
  - 盛岡駅 - 上盛岡駅 - 山岸駅 - 上米内駅
- 花輪線
  - 好摩駅

IGRいわて銀河鉄道
- いわて銀河鉄道線
  - 盛岡駅 - 青山駅 - 厨川駅 -（滝沢市）- 渋民駅 - 好摩駅

### バス
市内の公共輸送は路線バスが主力。運行地域は市内のほぼ全域で、「支線バス」と「基幹バス」をバスセンターなどを通じて交通網を敷いている。

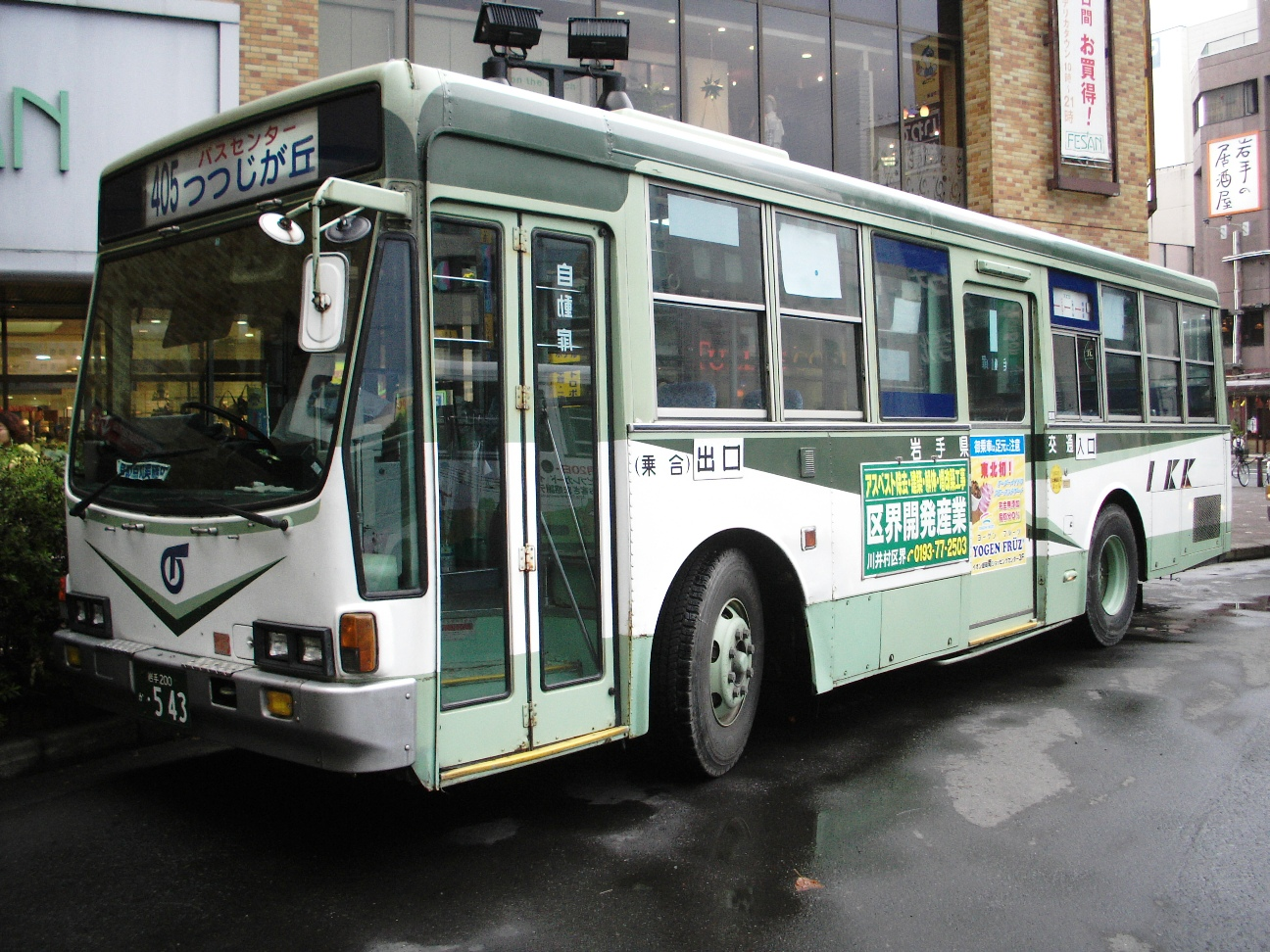
市内を走る岩手県交通のバス

バス運行事業者
- 岩手県交通
- 岩手県北バス
- JRバス東北

#### 高速バス・特急バス
盛岡市以北の都市との間の高速バスは、東北新幹線に接続する路線として発達したが、東北新幹線が新青森駅まで延伸（2010年（平成22年）12月4日）したことで利用客が大幅に減少している。ただし、「大館線」は大きな影響を受けていない。「仙台線」も東北新幹線と競合するが、新幹線の半額に運賃が設定されているため利用客は多い。
※2007年度の利用客数も付記 。
昼行便
- 盛岡市 - 仙台市：25.7万人（アーバン号）
- 盛岡市 - 大館市：20.9万人（みちのく号）
- 盛岡市 - 弘前市：16.5万人（ヨーデル号）
- 盛岡市 - 青森市：5.1万人（あすなろ号）
- 盛岡市 - 一関市：2.4万人（室根 - 盛岡線）
- 盛岡市 - 二戸市：2.2万人（すーぱー湯〜遊）
- 盛岡市 - 久慈市：1.2万人（久慈こはく号）+1.0万人（スーパー久慈）
- 盛岡市 - 八戸市：1.8万人（八盛号）
- 盛岡市 - 軽米町：1.9万人（ウィンディ）
- 盛岡市 - 十和田湖：0.2万人（とわだこ号）- 季節運行
- 盛岡市 - 宮古市：（106急行バス）－高速道路区間なし
- 盛岡市 - 大船渡市：（急行盛岡大船渡線）

夜行便
- 盛岡市 - 東京駅：5.5万人（ドリーム盛岡 (らくちん) 号）
- 盛岡市 - 厚木市：1.2万人（盛岡 - 横浜線）

### 道路

#### 高速道路
- 東北自動車道
  - (41) 盛岡南IC - (42) 盛岡IC

#### 地域高規格道路
- 盛岡秋田道路（計画路線）
- 宮古盛岡横断道路

#### 一般国道
- 国道4号
- 国道46号
- 国道106号
- 国道281号
- 国道282号
- 国道396号
- 国道455号
- 国道456号

#### 主要地方道
- 岩手県道・秋田県道1号盛岡横手線
- 岩手県道2号盛岡停車場線
- 岩手県道13号盛岡和賀線
- 岩手県道16号盛岡環状線
- 岩手県道36号上米内湯沢線
- 岩手県道43号盛岡大迫東和線

#### 一般県道
- 岩手県道119号仙北町停車場線
- 岩手県道120号不動盛岡線
- 岩手県道128号厨川停車場線
- 岩手県道129号好摩停車場線
- 岩手県道132号上盛岡停車場線
- 岩手県道158号藪川川口線
- 岩手県道169号渋民川又線
- 岩手県道172号盛岡鶯宿温泉線
- 岩手県道204号大志田停車場線
- 岩手県道208号大ケ生徳田線
- 岩手県道220号氏子橋夕顔瀬線
- 岩手県道223号盛岡滝沢線
- 岩手県道258号繋温泉線
- 岩手県道293号本宮長田町線
- 岩手県道301号渋民田頭線
- 岩手県道502号盛岡矢巾自転車道線

#### 市道

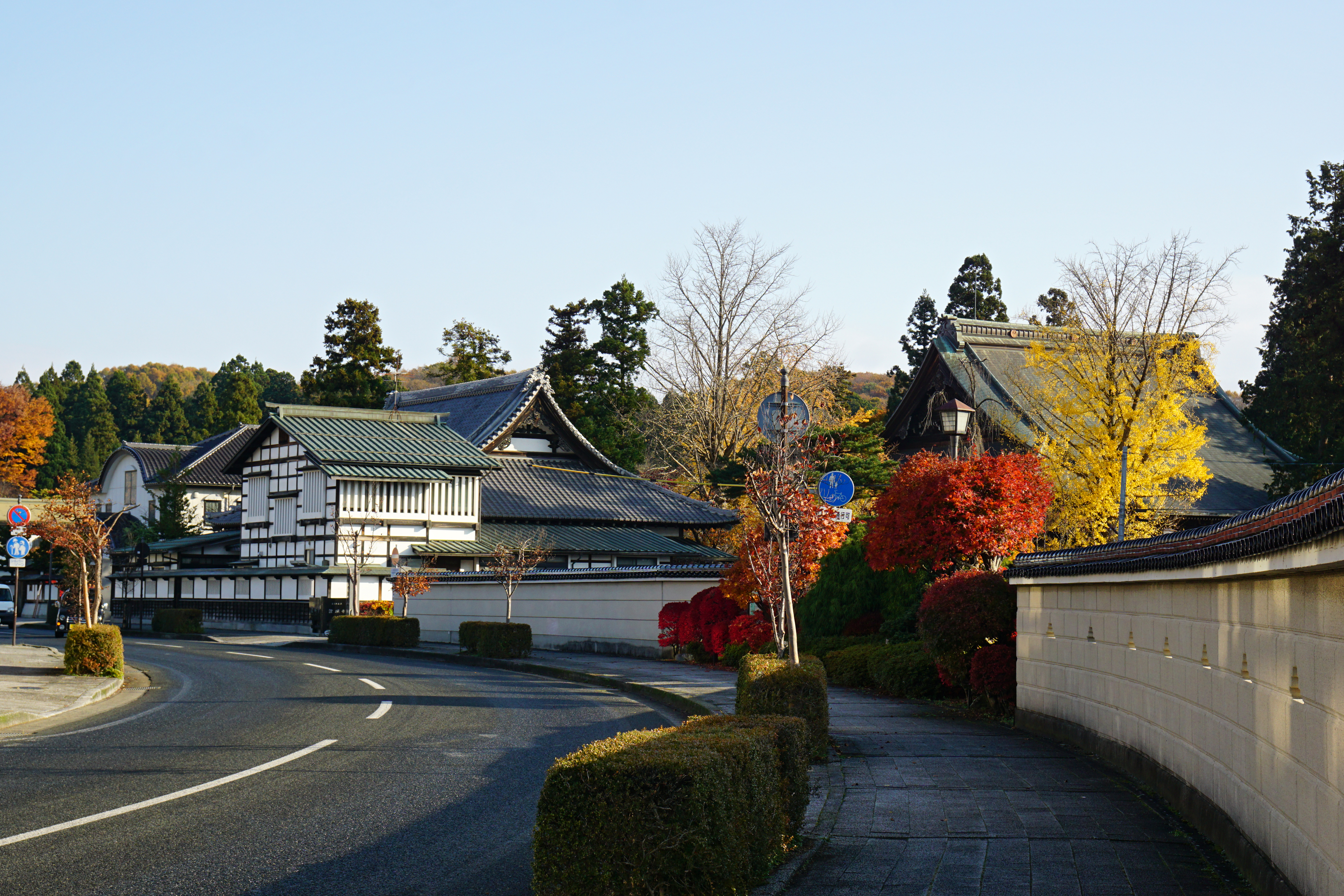
北山の寺町通り

寺町通り
北山地区の中心を南北に通る幹線通りで、北は県沿岸北部へと通じるその道は、過去には国道455号の一部にも指定されていた。1987年（昭和62年）8月10日に、旧建設省と「道の日」実行委員会により制定された「日本の道100選」に選ばれている。沿道には報恩寺、龍谷寺、本誓寺などの寺院が数多くあり、市の環境保護地区「北山寺院群地区」に指定されている。都市計画街路事業で古都盛岡のイメージを損なわず、落ち着いた環境にあった道づくりが行われ、長さ400メートル、幅16メートルの築地塀に囲まれた寺町として再整備され、石畳のような白い歩道、ナツツバキなどの街路樹はそのときに整備されたものである。

#### 道の駅
- もりおか渋民

## マスコミ
岩手県は、情報格差の解消が遅れた地域で、在盛TV局のうち、フジテレビ系列の岩手めんこいテレビ、テレビ朝日系列の岩手朝日テレビは平成期の開局である。

### 新聞社
全国紙・広域紙
- 朝日新聞 盛岡総局
- 毎日新聞 盛岡支局
- 読売新聞 盛岡支局
- 日本経済新聞 盛岡支局

- 産経新聞 盛岡支局
- 共同通信 盛岡支局
- 時事通信 盛岡支局

地方紙
- 岩手日報 本社
- デーリー東北 盛岡支局

- 河北新報 盛岡総局
- 岩手日日 盛岡支局

### 放送局

#### 県域放送
- NHK盛岡放送局（ラジオは第1放送531kHz・第2放送1386kHz・FM放送83.1 MHz）
- IBC岩手放送（IBC。テレビはTBS(JNN)系列、ラジオはJRN/NRN系列・周波数684kHz）
- テレビ岩手（TVI。日本テレビ系列）
- 岩手めんこいテレビ（MIT。フジテレビ系列）
- 岩手朝日テレビ（IAT。テレビ朝日系列）
- エフエム岩手（FMI。JFN系列）

#### コミュニティFM
- ラヂオもりおか（RM）

## 文化財

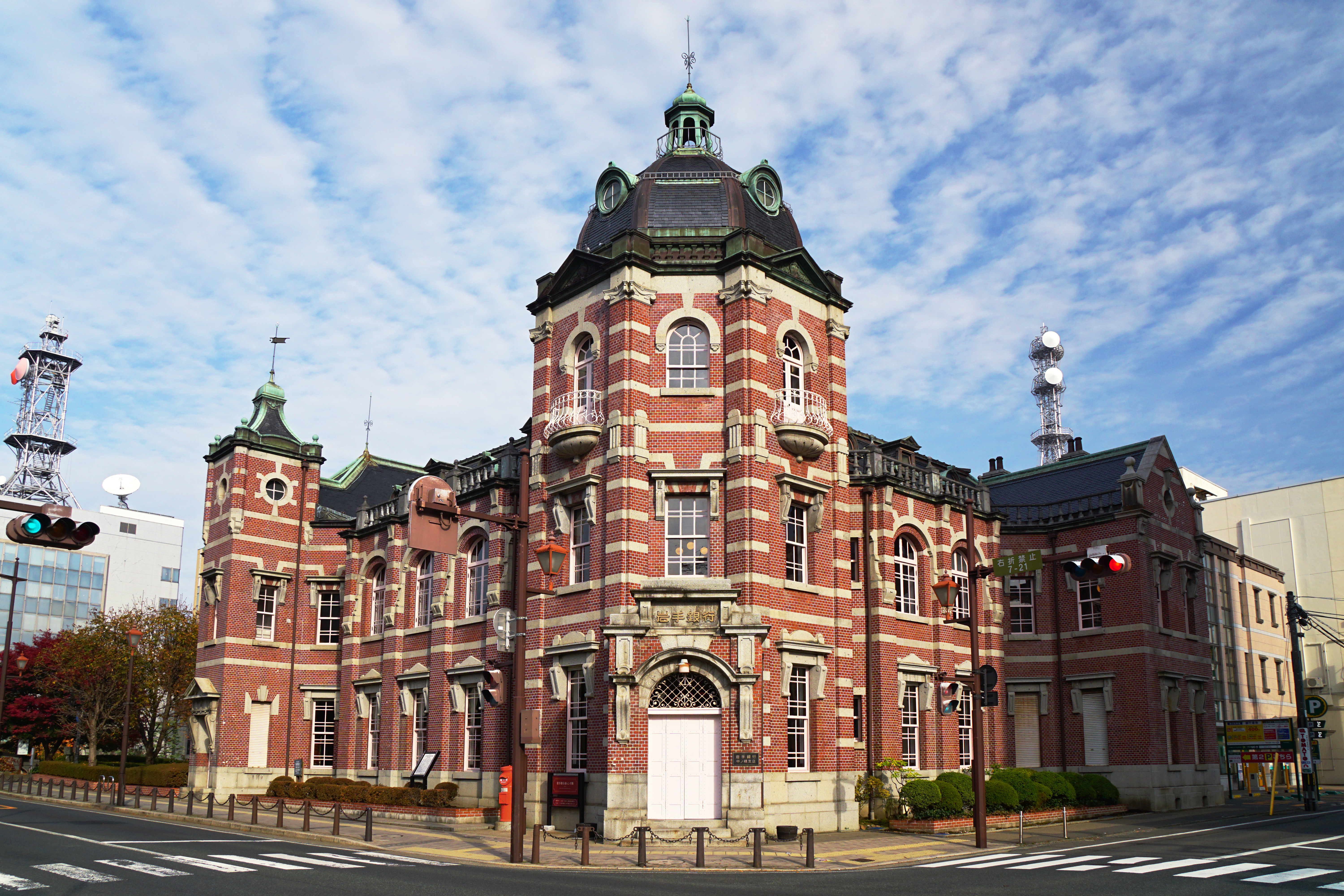
岩手銀行赤レンガ館
（国の重要文化財）

国の指定・登録などに係るものは、重要文化財が14件、重要美術品が5件、重要無形民俗文化財が1件、選択無形民俗文化財が1件、史跡が2件、天然記念物が3件（地域を定めず指定されたものを除く）、登録有形文化財が2箇所（9件）である。盛岡市教育委員会歴史文化課ウェブページ を参照（指定などの件数については数え方の違いがあり、必ずしも上述の件数と一致しない）。

## 文化施設

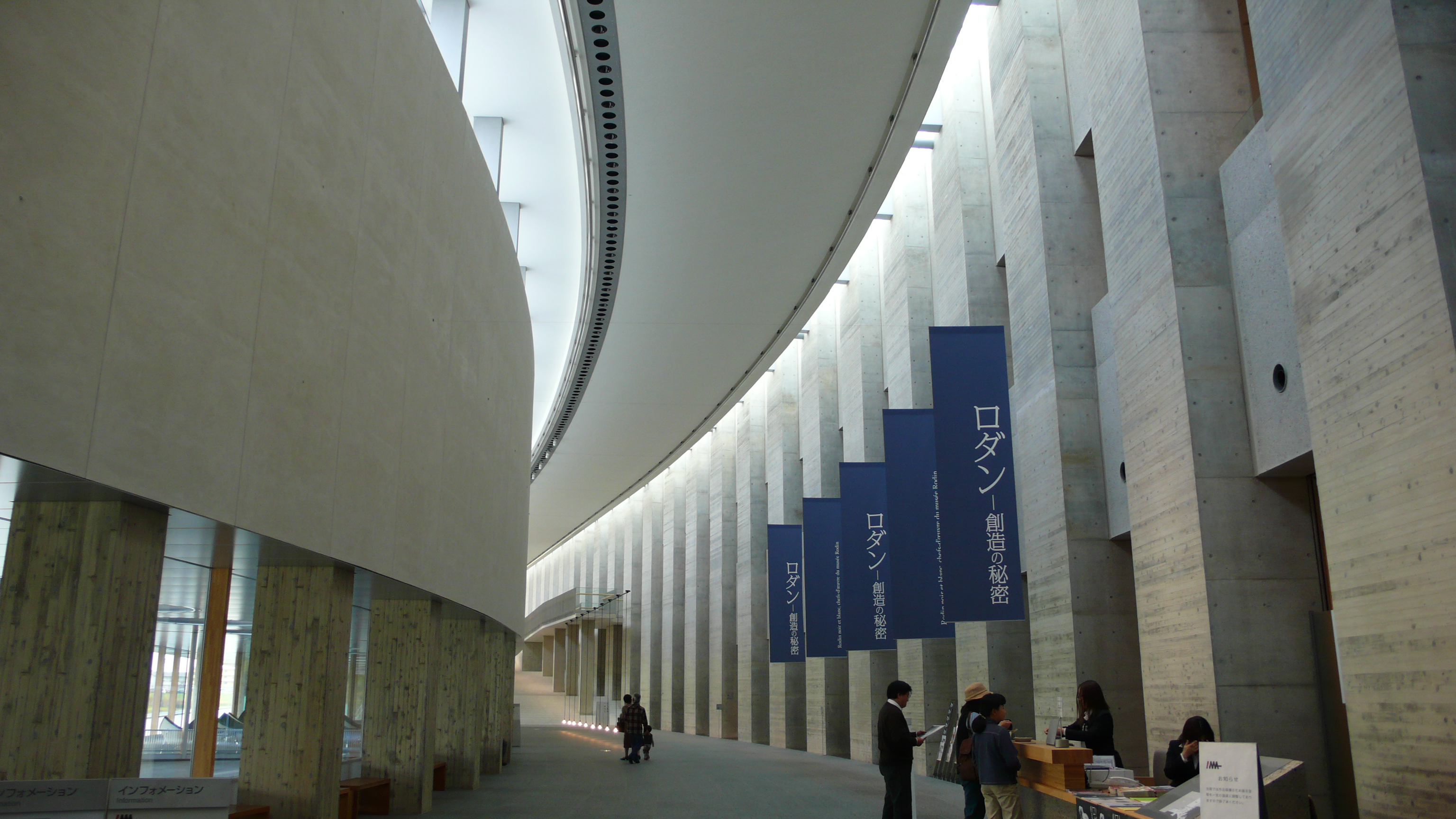
岩手県立美術館

- 岩手県立博物館
- 岩手県立美術館
- 岩手県公会堂
- 岩手県民会館
- 盛岡市遺跡の学び館
- 盛岡市立図書館
- 盛岡市動物公園

## 観光・文化・名産・施設・スポーツ

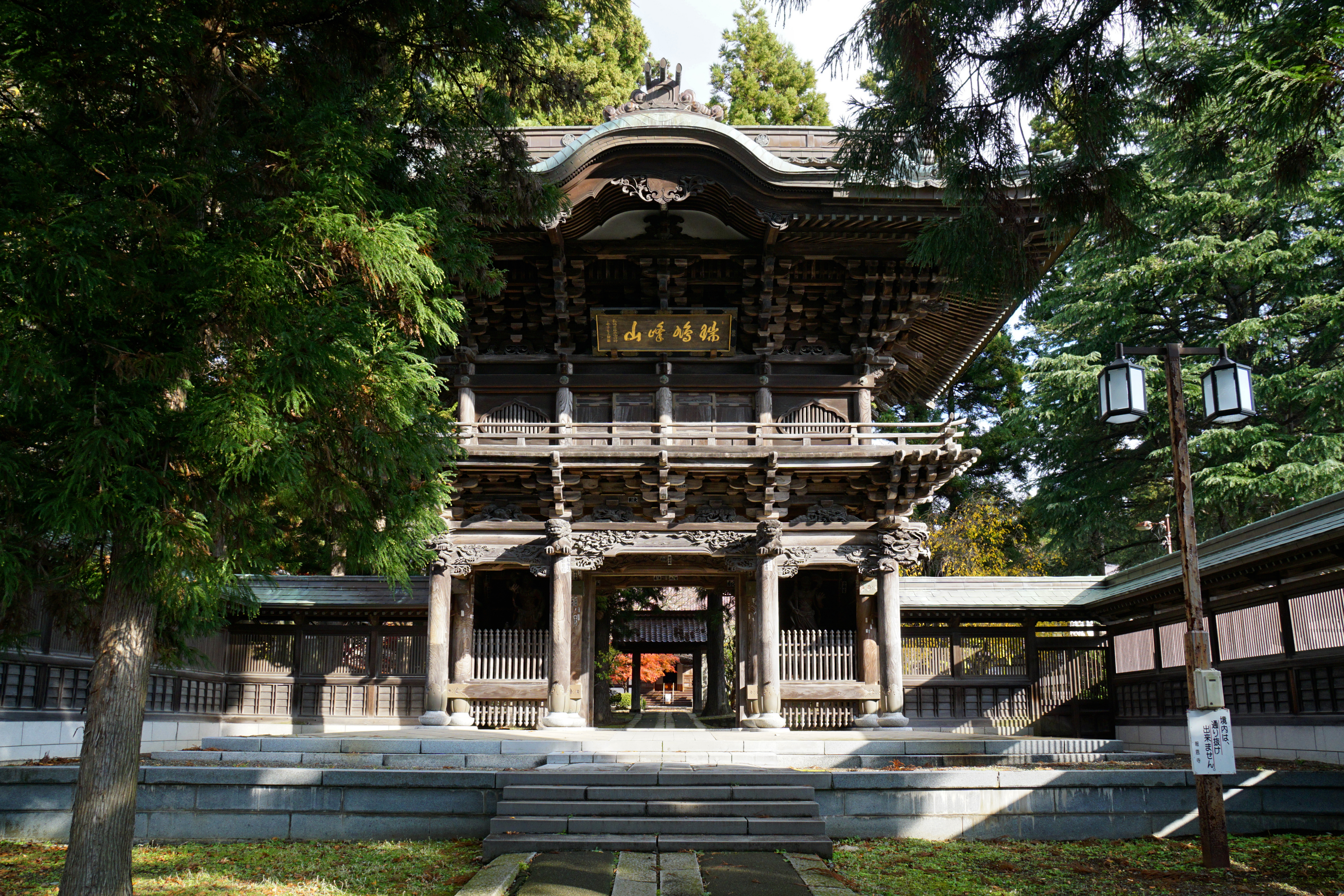
報恩寺・五百羅漢

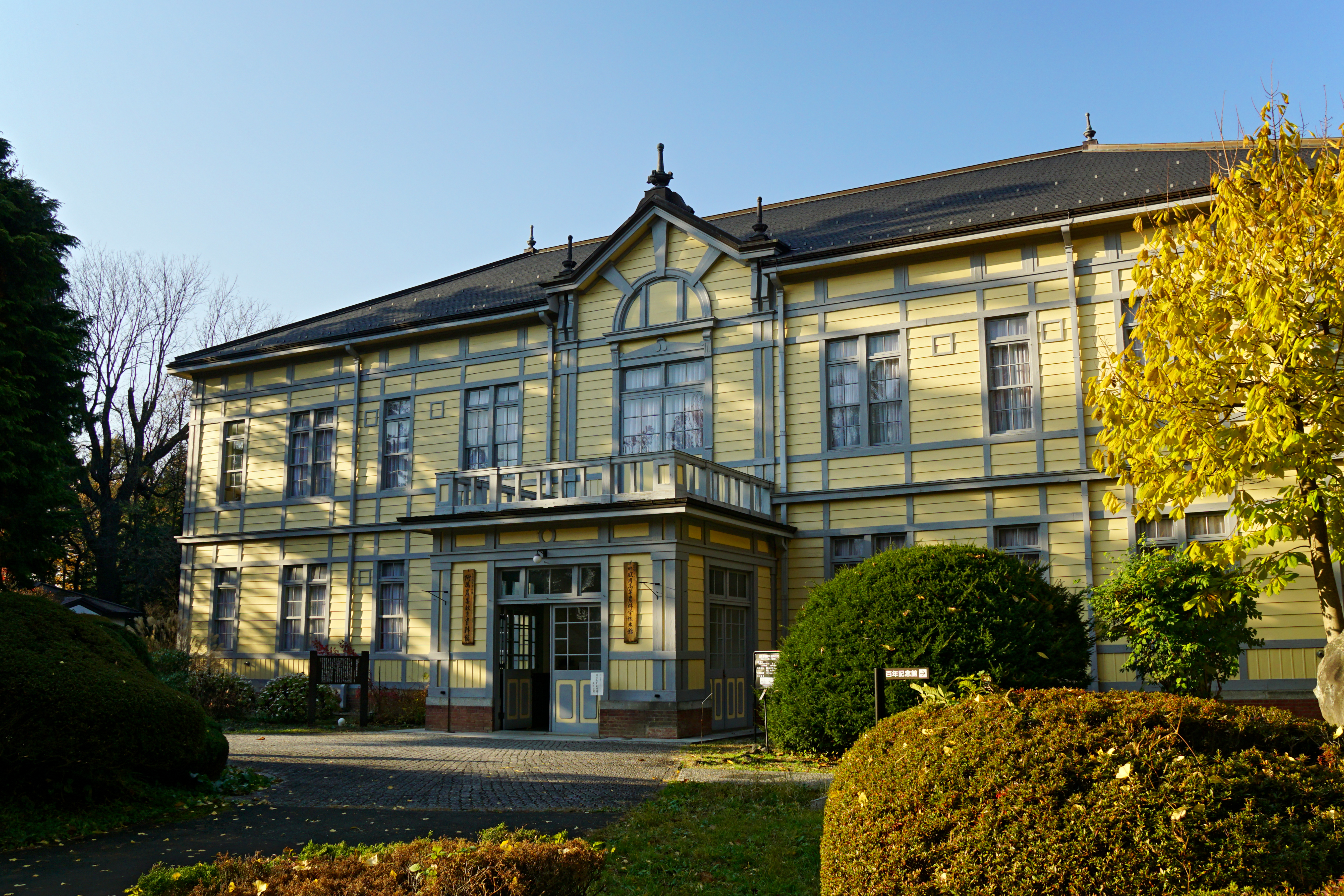
岩手大学農学部付属農業教育資料館（国の重要文化財）

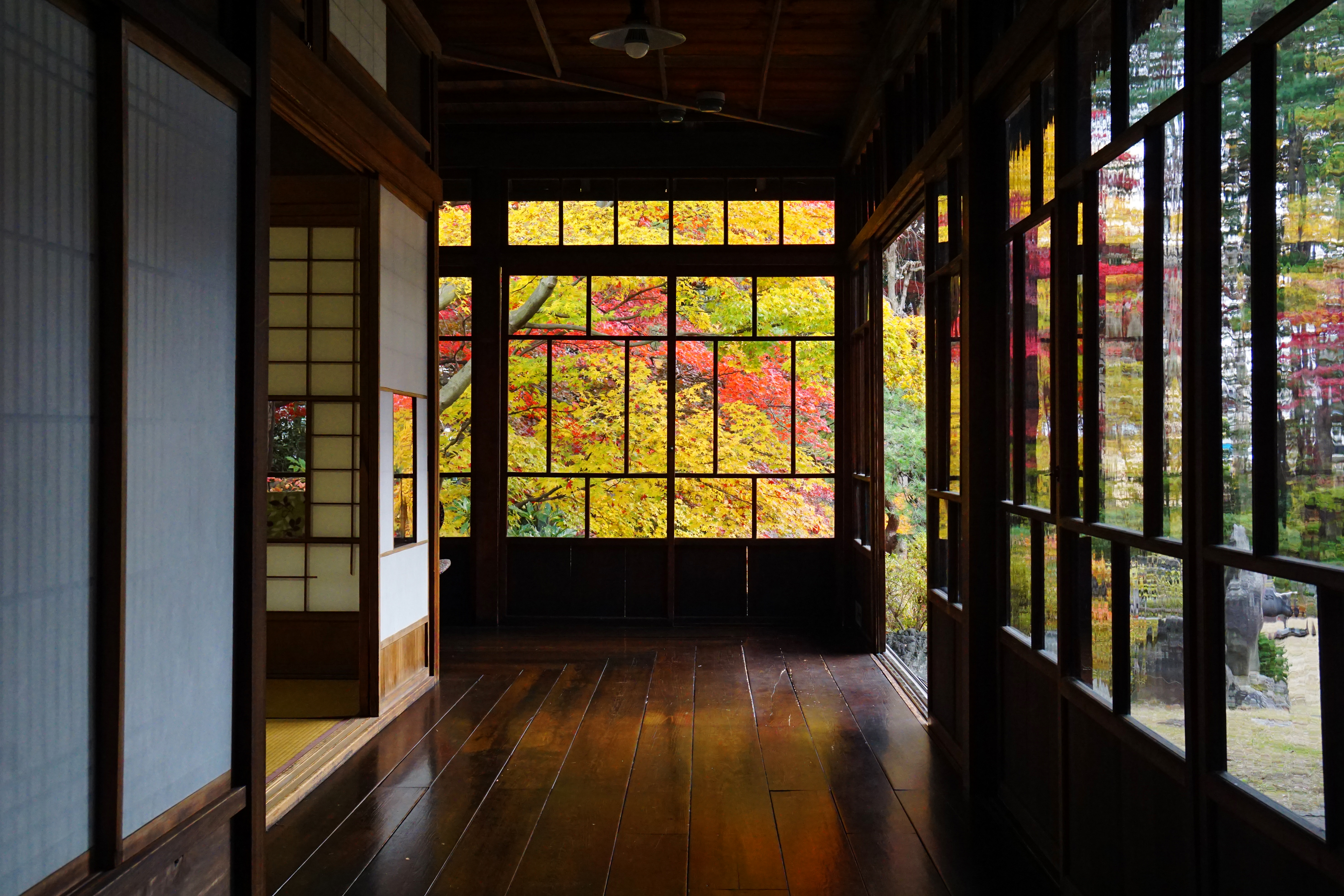
南昌荘庭園（国の登録記念物）

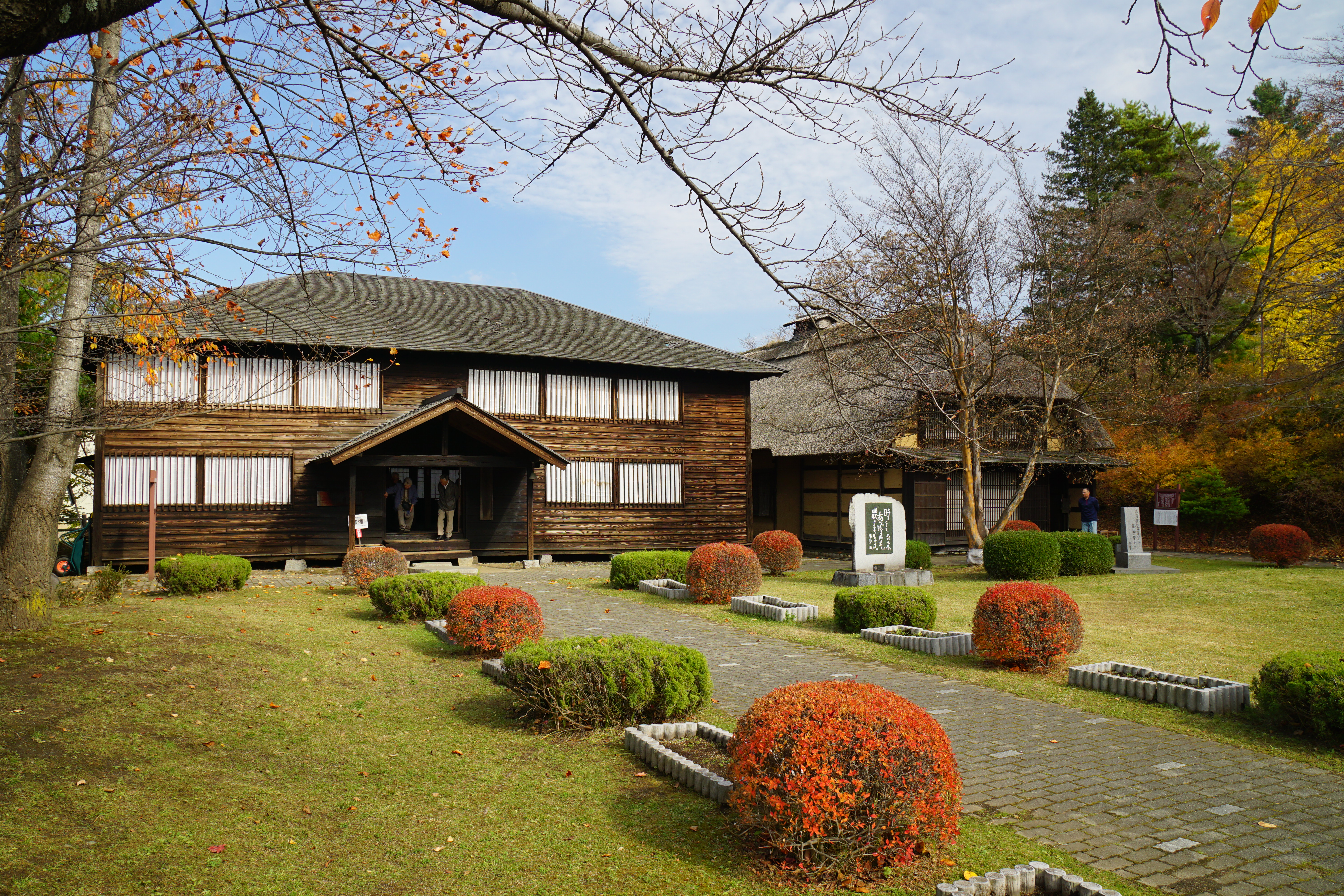
石川啄木記念館

### 観光
平安時代以後の城柵・城館跡や、盛岡開府以来の城下町成立に伴う神社・仏閣がある。
- 盛岡八幡宮
- 盛岡天満宮
- 盛岡住吉神社
- 桜山神社 (櫻山神社)
- 三ツ石神社
- 榊山稲荷神社（もりおかかいうん神社）
- 巻堀神社
- 報恩寺・五百羅漢
- 十六羅漢
- 大慈寺
- 寺町通り（日本の道百選）
- もりおか啄木・賢治青春館（旧国立第九十銀行本店本館）（国の重要文化財）
- 大慈清水・青龍水
- 龍谷寺のモリオカシダレ（国の天然記念物）
- 岩手大学農学部付属農業教育資料館 - 旧盛岡高等農林学校（国の重要文化財）
- 盛岡市保護庭園
  - 賜松園
  - 老梅園（盛岡百景選定）
  - 大清水多賀庭園
  - 南昌荘庭園（国の登録記念物）
  - 武田邸庭園
  - 小泉邸庭園
  - 下田邸庭園
  - 一ノ倉邸庭園
- 旧南部氏別邸庭園（現・盛岡市盛岡中央公民館、国の登録記念物）

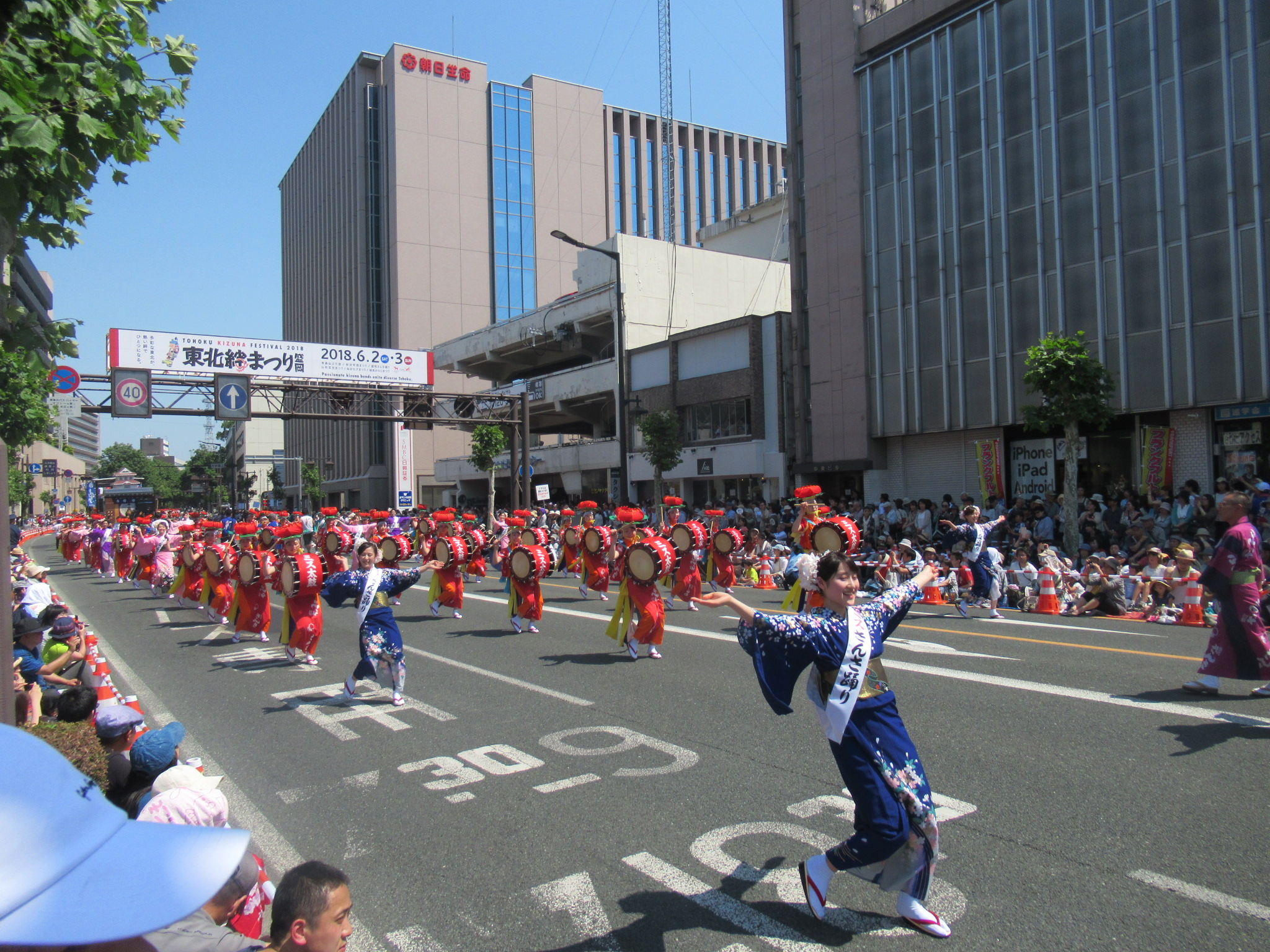
「東北絆まつり」で披露された盛岡さんさ踊り。

- 東楽寺（十一面観音）
- カキツバタ群落
- 米内浄水場
- 岩手公園（国の史跡・盛岡城址）
- 志波城（国の史跡）
- 石川啄木記念館
- 上ノ橋擬宝珠
- 岩手銀行赤レンガ館（国の重要文化財）
- 盛岡信用金庫本店
- 酒買地蔵尊
- 豆腐買地蔵尊
- おもかげ地蔵尊
- 盛岡市先人記念館
- 手代森遺跡
- もりおか歴史文化館
- 茣蓙九（森九商店、国の重要文化財）
- 「東北絆まつり」で披露された盛岡さんさ踊り。旧石井県令私邸

### 温泉
- 姫神温泉
- 盛岡つなぎ温泉

### 祭事・催事
- 盛岡秋まつり（盛岡八幡宮例大祭）
- チャグチャグ馬コ
- 舟っこ流し
- 盛岡さんさ踊り
- 裸参り
- 岩手県民長寿体育祭いきいきシニアスポーツ大会
- 永井の大念仏剣舞（国指定・重要無形民俗文化財）[30]

### 名産品・味覚
南部杜氏の本場である。海から遠い内陸部にある地理的条件などから寿司、海鮮料理の食文化が発達していない。「べんじぇもの（弁財物）」と呼ばれるこの地域独特な餅菓子類が多く見られ、この盛岡でよく食される特徴的な料理方法、食材、呼び方などは以下のとおりである。
郷土料理
- ひっつみ：郷土料理としての「すいとん」

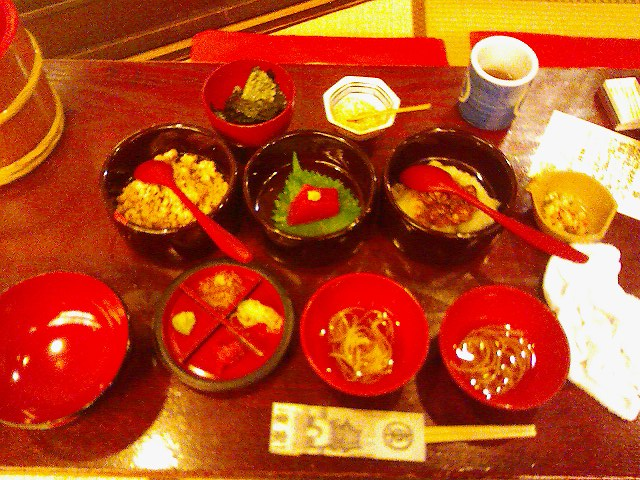
わんこそば

- わんこそば：椀を重ねて次々と盛る動作は、元来、客を満腹にしてもてなす意味合いがある。当地では、冠婚葬祭の膳で最後に蕎麦を供するのが慣わしである。
- 芋の子汁：本来、盛岡の「津志田芋」を煮て作る。芋の子汁を味わう集いを「芋の子食い」という。

菓子

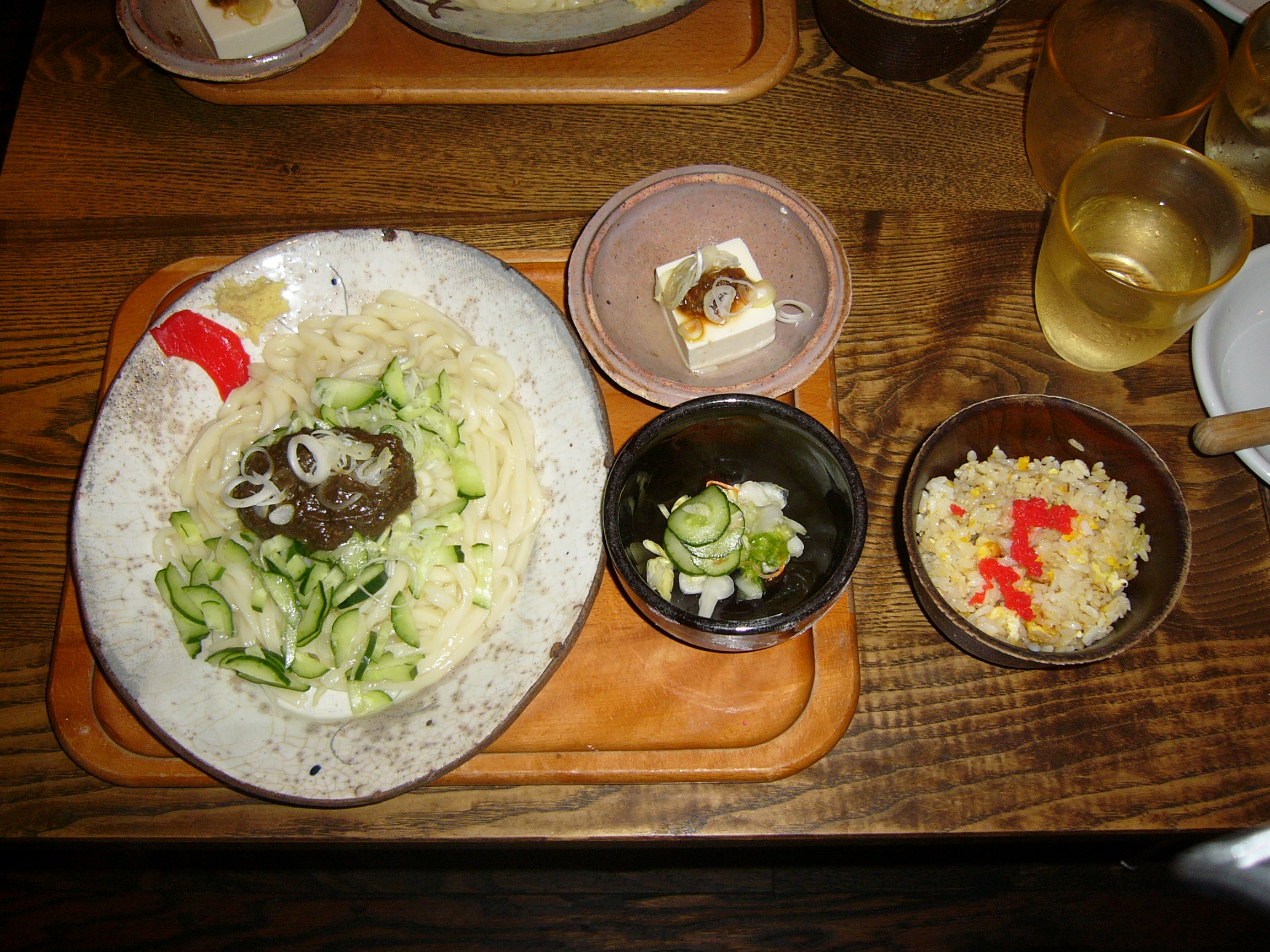
盛岡じゃじゃ麺

- 醤油だんご：みたらし団子とは異なり、古い団子の製法によって作られ、醤油のみを使用する串団子。全国的に見て、盛岡市近辺にのみ作られている。
- ゆべし：北陸・九州で知られる「柚子釜ゆべし」と異なる。
- きりせんしょ：ゆべしと同一視されることがある。関東以南で知られる「きりせんしょ」同様、山椒を加えることが稀にある。
- お茶餅：「うちわもち」とも。胡桃味噌を塗して焼いた餅。
- 鎌焼：「鎌」の歯に見立てた呼び名。胡桃餡や味噌餡などを包む。「味噌っぱさみ」とも。生地が白の場合、シソの葉で巻くことがある。
- 花饅頭：うるち米と餅米をまぜ、ふかして作った菓子。桃の節句に食する。
- 黄精飴：江戸時代に方長老が漢方薬として伝えたという「黄精（アマドコロ）」を使った菓子。
- 葡萄飴：山葡萄の甘味を生かした餅菓子。
- 豆銀糖：江戸時代の豆銀に見立てた青豆菓子。
- からめ餅：盛岡藩の「金山からめ節」に因んだとも、携行食ともいわれる。
- 南部煎餅：小麦をベースに胡麻・胡桃・落花生などをあしらった焼菓子。
- ぶぢょほ団子：黒蜜を包んだ一口餅。噛むと黒蜜が飛び出すため一口で食べねばならず、「不調法（行儀が悪いこと）」に見えることからその名が着いた。
- 豆しとぎ：枝豆で製する蒸し菓子。
- がんづき（雁月）：小麦粉と胡桃・胡麻を混ぜ蒸した菓子。まぶした胡桃が月を渡る雁に見えることから。
- へっちょこ団子：一口大の白玉団子をへこませて茹で、汁粉に入れて食す。「へっちょこ」とは、臍のこと。
- 小麦餅：小麦粉を練って焼いた自家製菓子。
- 蕎麦餅：蕎麦粉を練って焼いた自家製菓子。
- 干し餅：餅を薄く切って乾燥させたもの。揚げたり湯に浸し崩して食べる。
- 薄焼き：主に祭礼の出店で売られる、小麦粉を伸ばして焼いたクレープ状の菓子。
- 盛岡駄菓子：元来、保存食として生まれ、祭事に用いられ子どもの菓子として定着した。石衣（兎玉）、青柳、丹切、茶玉、肉桂玉、薄荷糖（薄荷の香りのついた砂糖菓子）、生姜糖、焼酎糖、黄粉ねじり、ラッキョウ飴など。正月に限り、相撲力士を象った小麦菓子を売る習慣がある。
- ロシアビスケット：ロシアから伝わった非常に硬い胡桃のビスケット。現在は盛岡市内正食普及会より販売。

食材の呼び方・食習慣
- 玉菜（たまな）：キャベツを呼ぶ。アクセントは「ま」
- 姫竹（ひめたけ）：根曲がり竹を呼ぶ。アクセントは「め」
- 権八（ごんぱち）：もみじおろしを呼び、盛り蕎麦にも添えられる。
- バッケ：フキノトウを呼ぶ。アクセントは「け」
- キミ：トウモロコシを呼ぶ。アクセントは「き」
- キラズ：おからを呼ぶ。アクセントは「ら」
- 番茶：ほうじ茶を「番茶」と呼ぶ傾向がある。
- 南蛮：唐辛子を呼ぶ。
- 冷風麺：冷やし中華をこの名で呼ぶことがある。
- ミズ：ウワバミソウを呼ぶ。
- ミズコブ：ウワバミソウのムカゴを呼ぶ。
- ボリ：ナラタケを呼ぶ。

清酒銘柄
盛岡市内
- あさ開
- 菊の司
- 桜顔

盛岡市近郊
- 月の輪
- 堀の井
- 鷲の尾
- 七福神

地ビール
- ベアレンビール

### スポーツ

#### サッカー
- いわてグルージャ盛岡（Jリーグ・J3） - いわぎんスタジアム

#### バスケットボール
- 岩手ビッグブルズ（Bリーグ・B2） - 盛岡タカヤアリーナ

#### かつて存在したスポーツチーム
- 岩手銀行硬式野球部 - 1961年から1995年にかけて活動していた社会人野球の企業チーム。
- フェズント岩手 - 2006年に創部した社会人野球の広域複合企業チーム。広域複合企業チーム創設のリーディングケースとなるかと注目されていたが、資金難から2015年に解散した。

## 盛岡を舞台とした作品
音楽
- 盛岡ブルース - 青江三奈

文学
- あこがれ・一握の砂・閑天地・葬列 - 石川啄木
- ポラーノの広場 - 宮澤賢治

漫画
- 六三四の剣 - 村上もとか

絵本
- しゅっぱつしんこう! - 山本忠敬

## 著名な出身者

### 政官財界・法曹界・学界
- 阿部浩 - 第18代東京府知事
- 上田常隆 - 毎日新聞社長
- 梅津芳三 - 横須賀市長
- 及川昭伍- 国民生活センター理事長
- 大島高任 - 日本近代製鉄業の父
- 大矢馬太郎 - 盛岡市長、貴族院多額納税者議員、衆議院議員
- 小田中聰樹 - 法学者・東北大学名誉教授
- 小野清一郎 - 法学者・東京大学名誉教授
- 鹿島精一 - 鹿島組初代社長、貴族院勅選議員
- 加藤哲郎 - 政治学者・一橋大学名誉教授
- 加藤麻衣 - 盛岡市議会議員、人権活動家
- 金子定一 - 陸軍少将・衆議院議員
- 神谷尚男 - 検事総長
- 菊池武夫 - 法学者・中央大学初代学長
- 金田一京助 - 言語学者・民俗学者・國學院大學名誉教授
- 熊谷史人 - 元ライブドア代表取締役
- 斉藤光政 - ジャーナリスト・東奥日報編集委員
- 佐々木耕郎 - 栃木県日光市長
- 佐々木隆生 - 経済学者・北海道大学名誉教授
- 佐藤彰 - 文学者
- 庄司昭夫 - びっくりドンキー創業者
- 杉村陽太郎 - 国際連盟事務次長
- 鈴木巌 - 衆議院議員（立憲政友会）
- 高橋裕樹 - 弁護士、YouTuber
- 田鎖綱紀 - 日本速記法創始者
- 田子一民 - 衆議院議長
- 多田武雄 - 海軍中将・海軍省軍務局長・海軍次官
- 出淵勝次 - 駐米大使・外務次官・参議院議員
- 東條英機 - 陸軍大将・第40代内閣総理大臣
- 東條英教 - 陸軍中将
- 栃内曽次郎 - 海軍大将・第12代連合艦隊司令長官
- 那珂通世 - 教育者・歴史学者
- 中村誠 - グラフィックデザイナー・元資生堂顧問
- 新渡戸稲造 - 農学者・教育者・東京女子大学創設者・国際連盟事務次長
- 馬場義也 - 神奈川県平塚市長
- 高橋昌造 - 矢巾町長
- 原勝郎 - 歴史学者・京都帝国大学教授
- 原敢二郎 - 海軍中将・「陸奥」艦長・連合艦隊参謀長
- 原敬 - 政治家・第19代内閣総理大臣
- 藤島亥治郎 - 建築史家・東京大学名誉教授
- 藤村正之 - 社会学者・上智大学副学長
- 三井道郎 - 神学者・ロシア語学者・日本ハリストス正教会総務局長
- 村田真一 - ロシア文学者・上智大学教授
- 森嘉兵衛 - 歴史学者・岩手大学名誉教授
- 森澤敏哉 - 農林水産省北陸農政局長
- 八木橋孝男 - 元三菱地所レジデンス社長
- 八角三郎 - 海軍中将・衆議院議員・内閣顧問
- 柳田藤吉 - 実業家・衆議院議員
- 山屋他人 - 海軍大将・第11代連合艦隊司令長官
- 横川省三 - 新聞記者・自由民権運動家
- 横田俊文 - 医学者・アルバータ大学教授
- 米内光政[32] - 海軍大将・第37代内閣総理大臣

### 作家・芸術家・漫画家
- 秋浜悟史 - 劇作家
- 阿部金剛 - 洋画家
- 天沼俊 - 漫画家
- 石川啄木 - 歌人
- 内村幸助 - デザイナー・漫画家
- 海野経 - 画家
- 大西民子 - 歌人
- 大友啓史 - 演出家・映画監督
- 小野寺悦子 - 詩人・童話作家
- GAGLE - ミュージシャン
- かな（にざかな） - 漫画家
- 川島道行 - ミュージシャン（BOOM BOOM SATELLITES）
- 北山猛邦 - 作家
- 城戸朱理 - 詩人
- くどうれいん - 小説家、歌人、俳人
- 久美沙織 - 作家
- 五味清吉 - 画家
- 斎藤純 - 作家
- 嵯峨直樹 - 歌人
- 佐々木収 - ミュージシャン（MOON CHILD）
- 佐々木賢光 - 画家
- 佐々木なふみ - 脚本家・劇作家・女優
- 佐藤剛 - 音楽プロデューサー
- 詩森ろば - 劇作家・舞台演出家・脚本家（生まれは宮城県仙台市）
- 菅木志雄 - 現代美術家
- 鈴木彦次郎 - 小説家
- 鈴木文彦 - 八重洲ブックセンター顧問
- 瀬川英史 - 作曲家
- 相米慎二 - 映画監督
- そのだつくし - 漫画家
- 高橋研 - シンガーソングライター・音楽プロデューサー
- 田中美菜子 - 漫画家
- 富田砕花 - 詩人
- 中津文彦 - 作家
- 名久井直子 - 装丁家・グラフィックデザイナー
- 波多野杜夫 - 小説家
- 服部祐民子 - シンガーソングライター・webデザイナー
- 深沢紅子 - 画家
- 深沢省三 - 画家
- 藤枝とおる - 漫画家
- 舟越桂 - 彫刻家
- 細越麟太郎 - 映画評論家
- 松阪晶子 - シンガーソングライター
- 松田惺山 - 鬼太鼓座代表
- 松田十刻 - 作家
- みやこうせい - エッセイスト・写真家
- 夢来鳥ねむ - 漫画家
- 村上善男 - 美術家
- 森荘已池 - 作家
- 山本さほ - 漫画家
- 燿 - ベーシスト（摩天楼オペラ）
- 横濱勉 - 建築家
- 吉田恒星 - 写真家
- 吉田朋代 - シンガーソングライター
- 吉田光彦 - 漫画家

### 俳優・芸能界・アナウンサー・スポーツ選手
- 青木謙 - 俳優
- 赤城マリ子 - 元女子プロレスラー
- 赤平大 - フリーアナウンサー、元テレビ東京アナウンサー
- 浅沼晋太郎 - 声優・脚本家・演出家
- 伊勢志摩 - 女優
- 伊東みやこ - 声優
- 今井友理恵 - 石川テレビアナウンサー
- 植本潤 - 俳優・ナレーター
- 大村公二 - 特殊メイクアーティスト
- 奥野香耶 - 声優
- 小笠原舞子 - フリーアナウンサー、元札幌テレビ放送アナウンサー
- 小笠原満男 - プロサッカー選手
- 小川千奈 - 気象キャスター（ウェザーニューズ所属）
- 小松海佑 - お笑い芸人
- 小山悠里 - 元札幌テレビ放送アナウンサー→NHK名古屋放送局契約キャスター→NHK青森放送局契約キャスター
- 加藤真輝子 - テレビ朝日アナウンサー
- 金井成大 - 俳優、モデル、C.I.A.のメンバー
- 川村卓也 - プロバスケットボール選手。元日本代表。
- 菊地秀規 - お笑いタレント（いつもここから）
- 菊池雄星 - プロ野球選手
- 木村庄之助 (27代) - 立行司
- 木村慎吾 - 青森朝日放送アナウンサー
- KYO-SUKE - プロマジシャン・俳優
- 久慈次郎 - 野球選手
- 倉本剛 - お笑いタレント（ロケット団）
- 小西喜蔵 - 日本競馬史上初のクラシック三冠達成騎手
- ザ・グレート・サスケ - プロレスラー・元岩手県議会議員
- 佐々木未来 - 声優
- 佐藤千亜妃 - 元女優・ミュージシャン（きのこ帝国）
- 佐々木佑花 - 北海道放送アナウンサー
- 佐藤洸彬 - フィギュアスケート選手
- 佐藤洋太 - プロボクサー
- 獅子内謹一郎 - アマチュア野球選手。「岩手野球の父」と呼ばれた。
- 真堂藍 - 女優
- 高橋佳代子 - アナウンサー
- TAKAみちのく - プロレスラー
- 田山真美子 - 女優
- 千菅春香 - 歌手・声優
- ミラノコレクションA.T. - 元プロレスラー
- 照井七瀬 - テレビ神奈川（元岩手朝日テレビ）アナウンサー
- 戸塚純貴 - 俳優
- 長岡輝子 - 女優
- 仲谷明香 - 声優・アイドル（元AKB48）
- 錦木徹也 - 大相撲力士
- 林勇介 - プロサッカー選手
- HIROKI - プロレスラー
- ふじポン - ローカルタレント
- 細川絢加 - バレーボール選手
- 細谷翠 - フリーアナウンサー
- 前田剛秀 - レーシングドライバー
- 松本啓二朗 - プロ野球選手
- 美楯山海一郎 - 元大相撲力士
- 宮城千賀子 - 女優
- 村上まゆこ - 元ニッポン放送アナウンサー
- 村里敏彰 - 国際スキー連盟副会長
- 百岡古宵 - アイドル（アイドルネッサンス）
- 八代拓 - 声優
- 柳田久美子 - 歌手
- 矢羽々恵匡 - テレビ静岡アナウンサー
- 山形純菜 - TBSアナウンサー
- 山川恵里佳 - タレント
- 山本脩斗 - プロサッカー選手
- 吉田雪乃 - スピードスケート選手
- 類家明日香 - アイドル
- 和田圭市 - 俳優
- 日下歩睦 - アイドル・作詞作曲家

## ゆかりのある人物
| - 安倍貞任 - 平安時代中期の武将 - 五十嵐大介 - 漫画家 - 池野恋 - 漫画家 - 石川栄耀 - 都市計画家 - 板垣征四郎 - 陸軍大将・第46、47代陸軍大臣 - 板垣正 - 元参議院議員 - 岩崎信 - 工学者 - 及川古志郎 - 海軍大将・第45、46代海軍大臣 - 大江卓 - 実業家 - 筑紫哲也 - ジャーナリスト - 奥田松五郎 - 柔術家 - 小田ひで次 - 漫画家 | - 尾高惇忠 - 官営富岡製糸場初代場長 - 影山明仁 - 間取り作家（在住） - 河本緑石 - 詩人、童話作家。盛岡高等農林学校卒（出生は鳥取県倉吉市） - 工藤雅樹 - 歴史学者・考古学者 - 小松正之 - 元国連食糧農業機関(FAO)水産委員会議長 - 小山実稚恵 - ピアニスト - 斎藤育夫 - 銀行家（在住） - 佐香厚子 - 漫画家 - 佐藤得二 - 哲学者 - 佐藤信淵 - 思想家 - 島地黙雷 - 宗教家（浄土真宗） | - ジョヴァンニ安東 - 芸術家（サイバーゲージツ家） - 鈴木裕樹 - 俳優（D-BOYS） - 高橋克彦 - 作家（在住） - 松本竣介 - 洋画家 - 宮澤賢治 - 童話作家、詩人。盛岡高等農林学校卒（出生は岩手県花巻市） - 島地大等 - 宗教家（浄土真宗） - 新宮涼庭 - 蘭方医 - 神太郎 - 俳優 - 巽聖歌 - 童謡「たき火」作者 - 山田美妙 - 小説家・詩人 | - 米内穂豊 - 挿絵画家 - 夏井高人 - 法学者 - 南部利昭 - 靖国神社宮司 - 南部利文 - 盛岡南部家当主 - 二宮柊 - 杉野学園ドレスメーカー学院学院長 - 林有造 - 逓信大臣（立志社） - 福田繁雄 - グラフィックデザイナー - 澤田和宏 - シンガーソングライター - 舟越保武 - 彫刻家 - メアリー・キダー - フェリス女学院創立者を - 渡辺祐 - エディター・ライター・J-WAVEパーソナリティ - 木村卓寛（天津） - お笑い芸人（在住） |